# 11. Februar
Der 11. Februar ist der 42. Tag des gregorianischen Kalenders, somit bleiben 323 Tage (in Schaltjahren 324 Tage) bis zum Jahresende.

## Ereignisse

### Politik und Weltgeschehen
- 1115: In der Schlacht am Welfesholz verliert ein Heer Kaiser Heinrichs V. unter Hoyer I. von Mansfeld gegen ein Bündnis sächsischer Edelleute unter dem späteren Kaiser Lothar von Supplinburg.

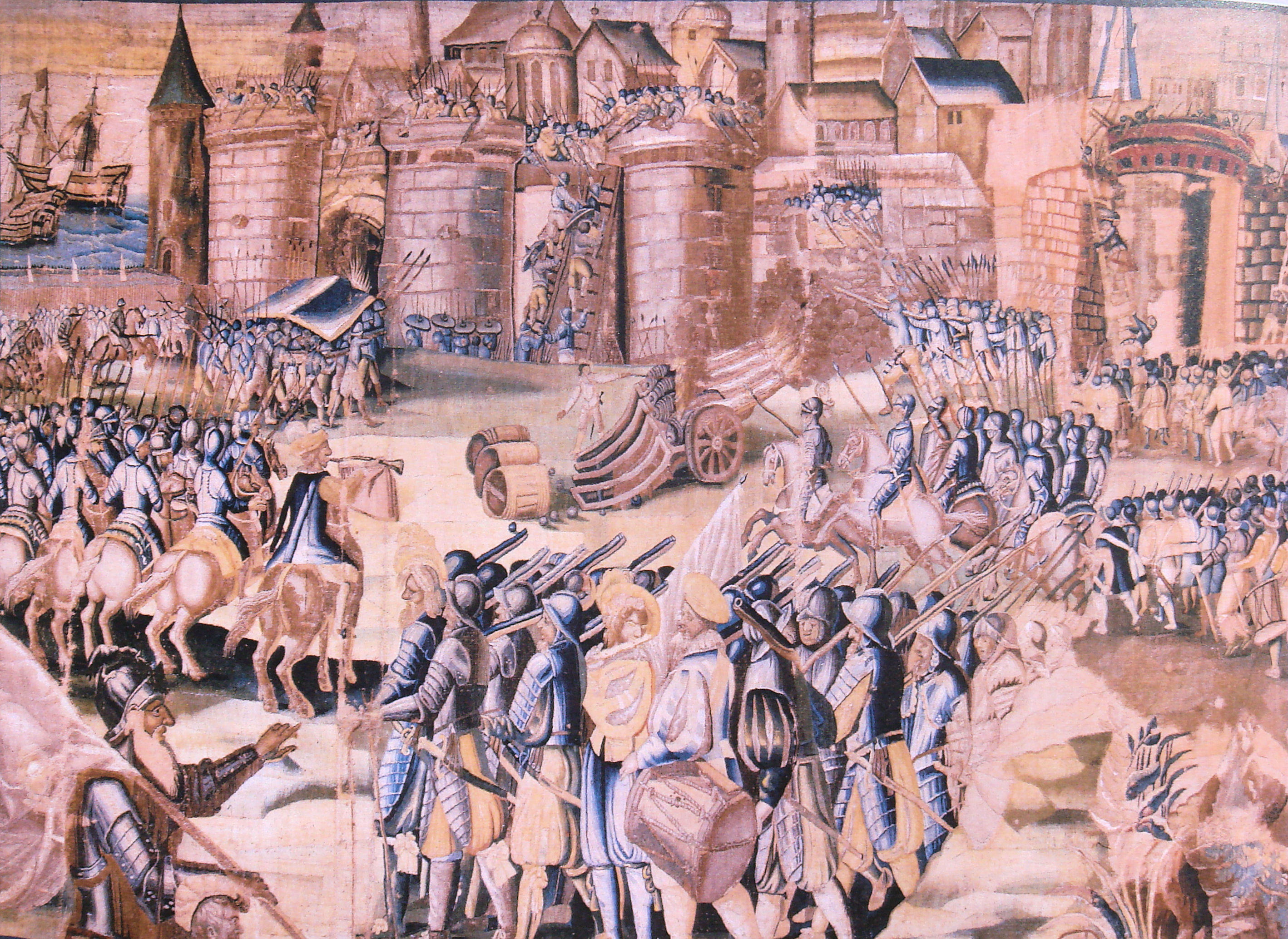
1573: Belagerung von La Rochelle

- 1573: Die von König Karl IX. angeordnete Belagerung von La Rochelle beginnt. Die katholische Seite will im Vierten Hugenottenkrieg die den Hugenotten überlassene Stadt als Hort des französischen Protestantismus niederwerfen und erhofft sich im Erfolgsfall einen Dominoeffekt auf andere Orte.
- 1814: Ein französisches Heer unter Napoleon Bonaparte besiegt während der Befreiungskriege eine alliierte preußisch-russische Armee in der Schlacht bei Montmirail.

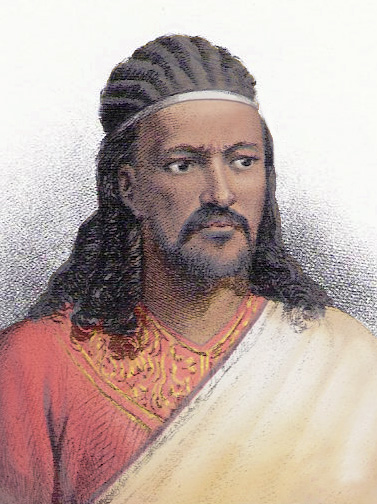
1855: Kaiser Theodor II.

- 1855: Nachdem er die äthiopischen Fürstentümer unter seiner Herrschaft vereint hat, wird Fürst Kassa Hailu zum Kaiser von Abessinien gekrönt. Sein Pferdename war Abba Tatek. Als Negus nimmt er den Namen Theodor II. an.

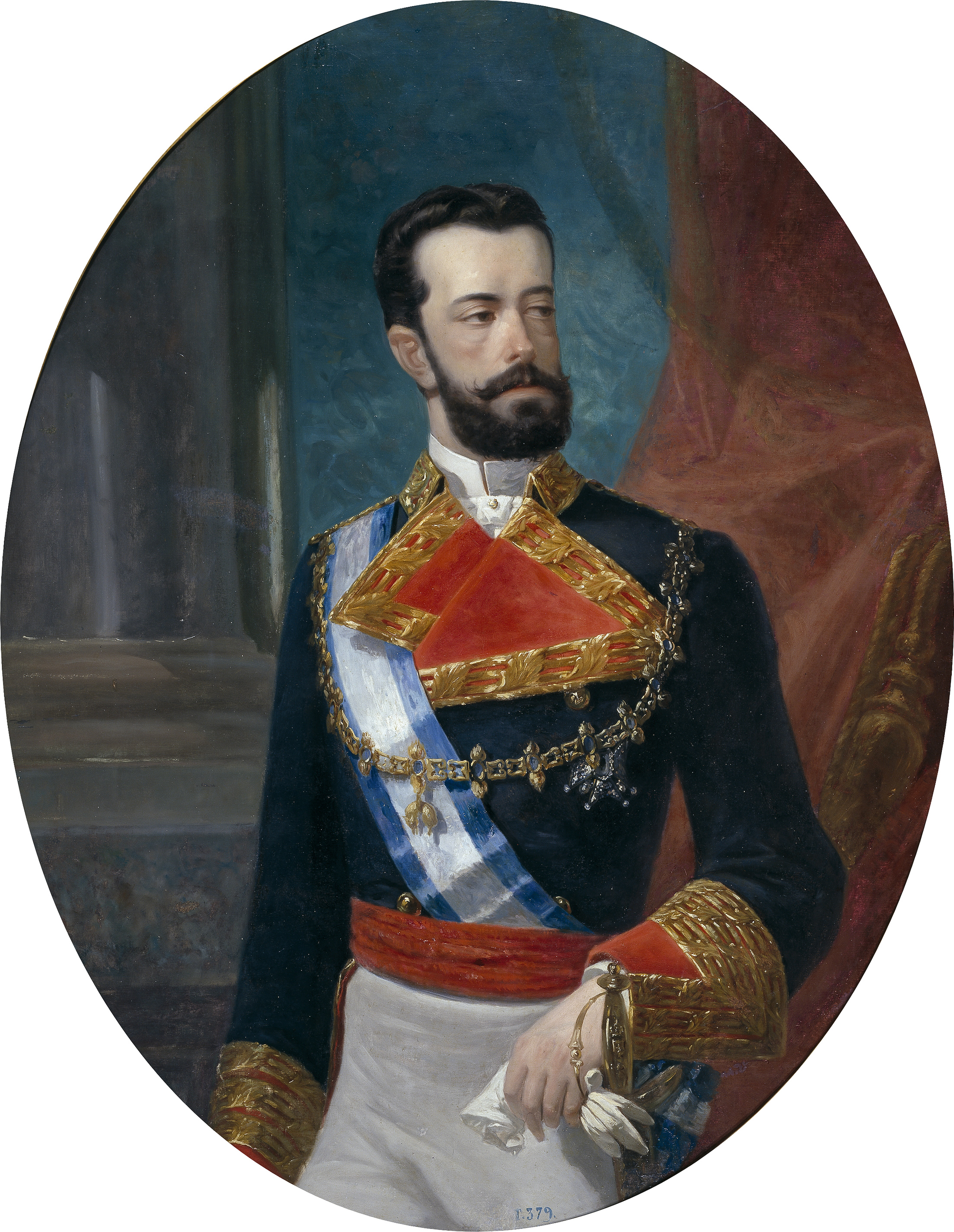
1873: Amadeus I. von Spanien

- 1873: Während des Dritten Carlistenkrieges wird nach der Abdankung von Amadeus von Savoyen als König von Spanien am Tag zuvor die Erste Spanische Republik ausgerufen.
- 1889: In Japan wird unter Tennō Meiji die Meiji-Verfassung verabschiedet, eine moderne Verfassung nach europäischem Muster. Durch diesen Akt im Zuge der Meiji-Restauration wird Japan von einer absoluten zu einer konstitutionellen Monarchie.
- 1913: Der von einer Wahlveranstaltung zurückkehrende Sozialdemokrat Franz Schuhmeier wird in der Halle des Wiener Nordwestbahnhofs erschossen.
- 1919: Die Weimarer Nationalversammlung wählt den bisherigen Reichskanzler Friedrich Ebert zum ersten Reichspräsidenten. Grundlage für diese Wahl ist das Gesetz über die vorläufige Reichsgewalt vom Vortag.
- 1941: Im Zweiten Weltkrieg erreichen im Rahmen des Unternehmens Sonnenblume die ersten Verbände des zur Unterstützung der italienischen Streitkräfte in Italienisch-Libyen angeforderten Deutschen Afrikakorps Tripolis.
- 1942: In Brest (Bretagne) beginnt das Unternehmen Cerberus, der „Kanaldurchbruch“ der drei deutschen Kriegsschiffe Gneisenau, Scharnhorst und Prinz Eugen.

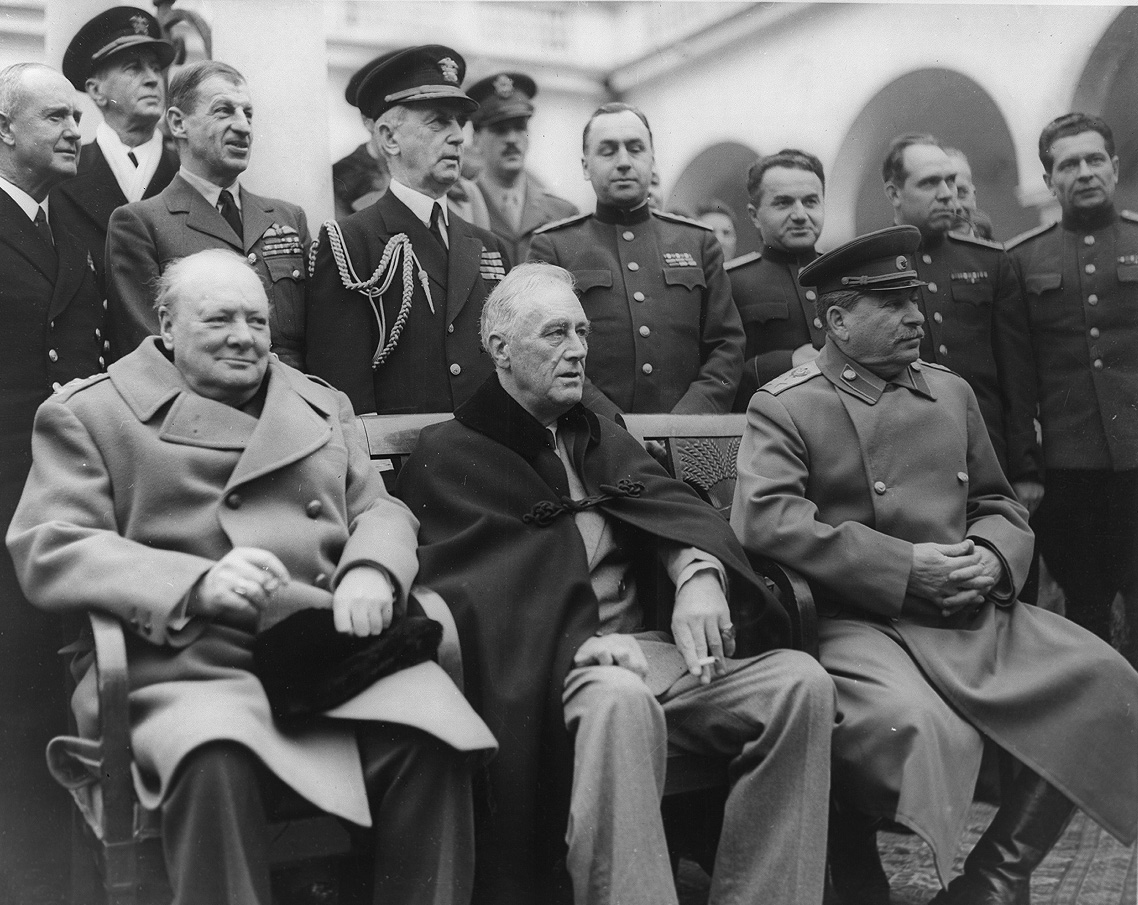
1945: Gruppenfoto nach dem Abschluss der Verhandlungen in Jalta

- 1945: US-Präsident Franklin D. Roosevelt, Großbritanniens Premierminister Winston Churchill und der sowjetische Staatschef Josef Stalin unterzeichnen am letzten Tag der Konferenz von Jalta eine Erklärung, mit der die Neuordnung Europas nach dem Zweiten Weltkrieg festgelegt wird. Unter anderem soll Deutschland in vier Besatzungszonen aufgeteilt werden.
- 1956: Fünf Jahre nach ihrem Verschwinden im Kalten Krieg tauchen Donald Maclean und Guy Burgess, zwei Mitglieder des Spionagerings der Cambridge Five, in Moskau auf und erklären vor westlichen Journalisten, niemals für die Sowjetunion spioniert zu haben.
- 1971: Der Meeresboden-Vertrag wird in Washington D. C., London und Moskau zur Unterzeichnung vorgelegt. Das ausgehandelte Abkommen verbietet die Stationierung von Kernwaffen und weiteren Massenvernichtungsmitteln auf Meeresgrund. Es tritt nach den Ratifikationen am 18. Mai 1972 in Kraft.
- 1972: Ra’s al-Chaima komplettiert als siebtes und letztes Emirat der ehemaligen Trucial States die im Dezember 1971 entstandenen Vereinigten Arabischen Emirate.

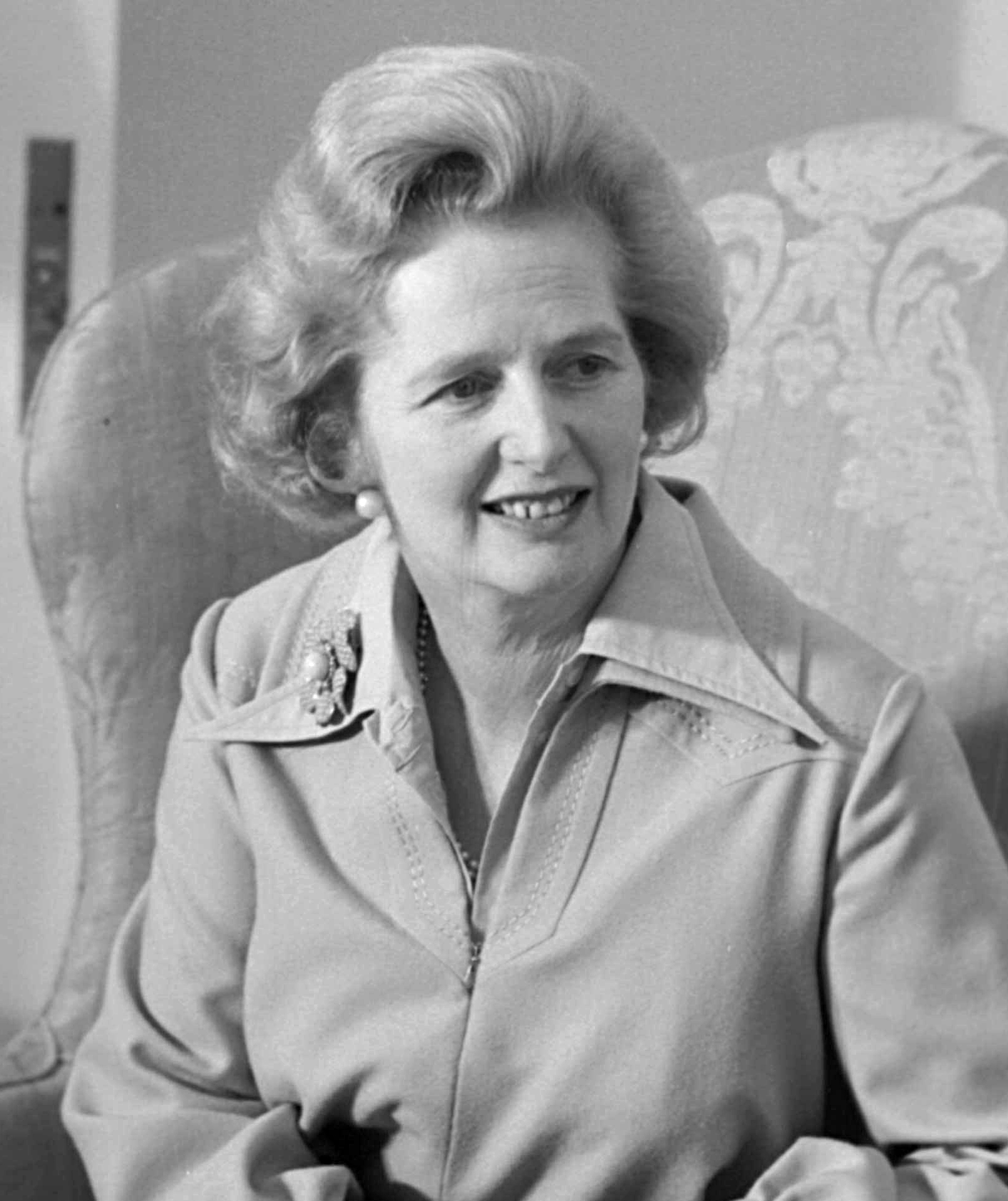
1975: Margaret Thatcher

- 1975: Die britischen Conservatives wählen mit Margaret Thatcher erstmals eine Frau zur Parteivorsitzenden.
- 1977: Mengistu Haile Mariam wird drei Jahre nach dem Putsch gegen Haile Selassie offiziell Staatsoberhaupt Äthiopiens und Vorsitzender des marxistischen Militärrates Derg.
- 1979: Islamische Revolution: Der iranische Premierminister Schapur Bachtiar wird gestürzt. Die am 5. Februar von Ruhollah Chomeini eingesetzte Gegenregierung von Mehdi Bāzargān übernimmt die Regierungsgeschäfte.
- 1986: Beim dritten und letzten Agentenaustausch auf der Glienicker Brücke zwischen West-Berlin und Potsdam kommt unter anderem der sowjetische Dissident Anatoli Scharanski in den Westen.
- 1990: Michail Gorbatschow gibt bei einem Besuch Helmut Kohls seine Zustimmung zu Deutschlands Wiedervereinigung.
- 1990: Der südafrikanische Menschenrechtsaktivist und Führer des African National Congress, Nelson Mandela, wird auf Veranlassung von Regierungschef Frederik Willem de Klerk nach über 27 Jahren Haft ohne Bedingungen aus der Haft entlassen. Dies markiert den Anfang vom Ende der Apartheid in Südafrika.

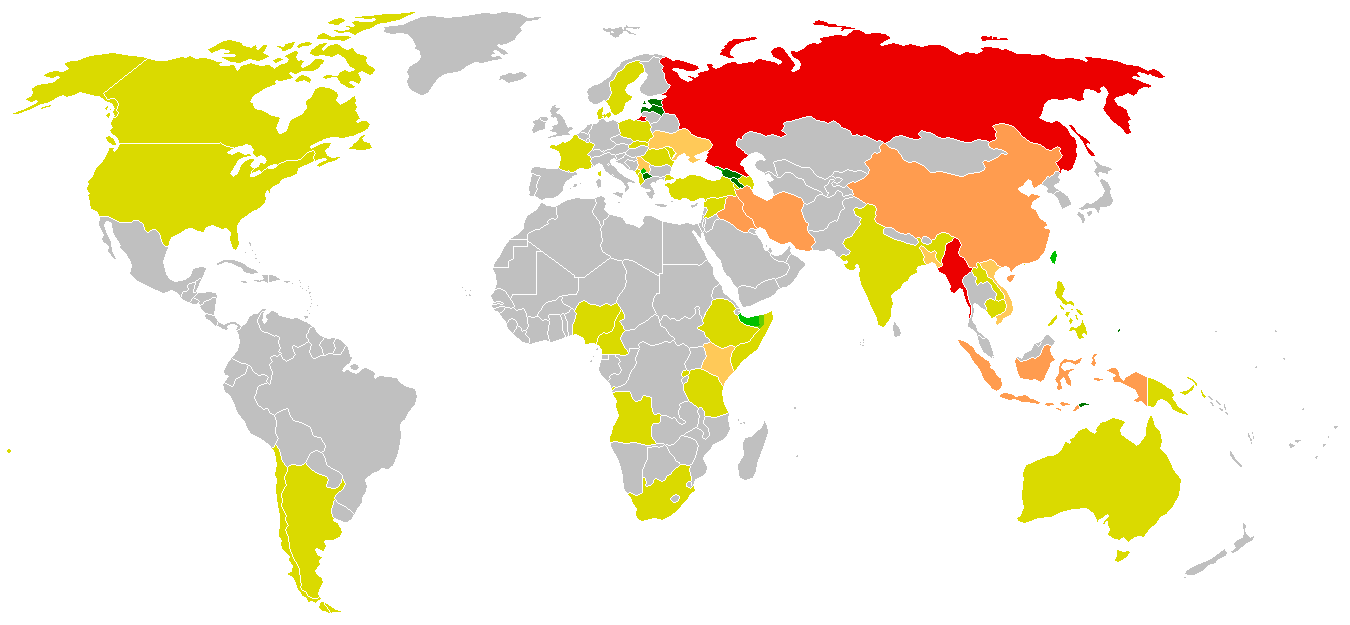
1991: Karte der UNPO-Mitglieder

- 1991: Im Haager Friedenspalast wird die Organisation der nicht-repräsentierten Nationen und Völker (UNPO) mit Sitz in Den Haag gegründet. Die nichtstaatliche Organisation erhält Konsultativstatus beim UN-Wirtschafts- und Sozialrat.
- 1992: Das US-amerikanische Atom-U-Boot Baton Rouge stößt mit dem russischen U-Boot B-276 zusammen. Der russische Präsident Boris Jelzin beschwert sich öffentlich über diesen Vorfall nahe der Hoheitsgewässer seines Landes.
- 2008: Beim Attentat in Dili auf die Staatsführung von Osttimor wird Präsident und Friedensnobelpreisträger José Ramos-Horta schwer verletzt, während Premierminister Xanana Gusmão unverletzt bleibt. Der Attentäter Alfredo Alves Reinado kommt ums Leben, woraufhin seine Rebellenorganisation zusammenbricht.
- 2011: Nach Massenprotesten in Ägypten erklärt Staatspräsident Husni Mubarak nach fast 30 Jahren an der Macht seinen Rücktritt. Ein Militärrat aus hochrangigen Offizieren übernimmt die Amtsgeschäfte.
- 2012: Am Europäischen Protesttag gegen ACTA demonstrieren europaweit zwischen 150.000 und 200.000 Menschen gegen das umstrittene Anti-Counterfeiting Trade Agreement.

### Wirtschaft
- 1809: Robert Fulton erhält ein US-Patent auf seine Version für ein Dampfschiff. Er hat frühere Entwürfe entscheidend modifiziert und verleiht der Seefahrt damit neue Impulse.

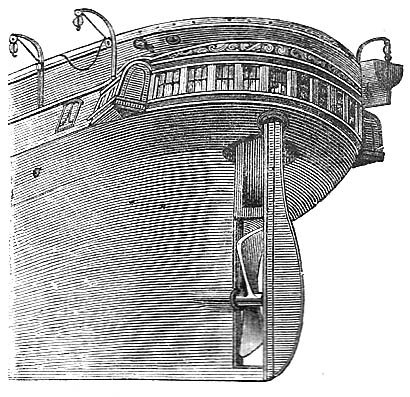
1827: Schiffsschraube

- 1827: Josef Ressel wird in Österreich ein so genanntes Privilegium für seine Erfindung der Schraube ohne Ende zur Fortbewegung der Schiffe gewährt, das ihn zur wirtschaftlichen Verwertung berechtigt.

### Wissenschaft und Technik
- 1826: Die University of London entsteht als Alternative zu den religiös geprägten Universitäten von Oxford und Cambridge.
- 1939: Die Physiker Lise Meitner und Otto Frisch beschreiben in der erschienenen Ausgabe der Wissenschaftszeitschrift Nature theoretische Überlegungen nach der Entdeckung der Kernspaltung und sorgen damit in der Fachwelt für Aufsehen.
- 1970: Der erste japanische Satellit Ōsumi wird mit einer Lambda-4-Rakete gestartet.

1999: Die Bahnen von Pluto (rot) und Neptun (blau)

- 1999: Der Pluto befindet sich erstmals seit dem 7. Februar 1979 wieder weiter von der Sonne entfernt als der Neptun.
- 2004: Nach der Landung auf der Marsoberfläche im Dezember 2003 gelingt es trotz vieler Versuche nicht, mit der Landeeinheit Beagle 2 Kontakt herzustellen. Die ESA erklärt daher die Sonde für verloren.
- 2006: Nach einer Erdumrundung und einer zweiten Atlantik-Überquerung landet Steve Fossett das Leichtflugzeug GlobalFlyer nach 78 Flugstunden im südenglischen Bournemouth und stellt damit einen Streckenrekord für Nonstop-Flüge auf.
- 2016: Auf einer Pressekonferenz veröffentlichen Forscher des LIGO (Laser-Interferometer-Gravitationswellen-Observatorium) die erstmalige Messung von Gravitationswellen am 14. September 2015.

### Kultur
- 1619: In Florenz findet die Uraufführung der komischen Oper La fiera von Francesca Caccini statt.

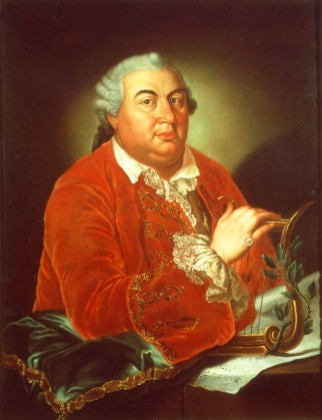
1761/1766: Niccolò Jommelli

- 1761: In Stuttgart erfolgt die Uraufführung der Oper L’olimpiade von Niccolò Jommelli auf ein Libretto von Pietro Metastasio.
- 1766: In Ludwigsburg findet die Uraufführung der Oper Vologeso von Niccolò Jommelli statt.
- 1789: Im Burgtheater in Wien wird die tragikomische Oper Il pastor fido (Der treue Hirte) von Antonio Salieri uraufgeführt, in das er die Ouvertüre seines Werkes Prima la musica e poi le parole eingearbeitet hat.
- 1825: Im Collegio di San Sebastiano in Neapel erfolgt die Uraufführung der Oper Adelson e Salvini von Vincenzo Bellini.

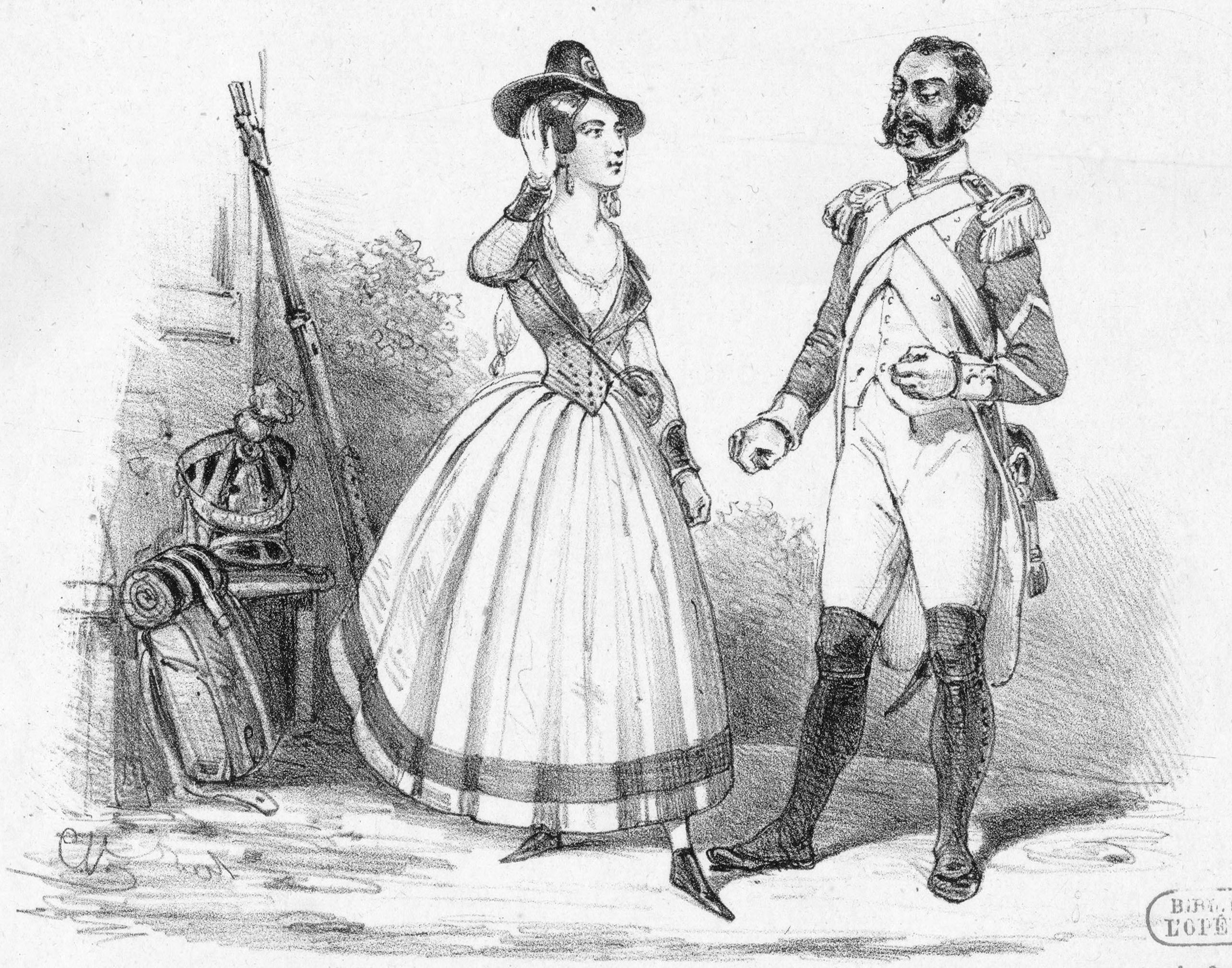
1840: Zeichnung der Uraufführung von La fille du régiment

- 1840: An der Opéra-Comique in Paris wird die Oper La fille du régiment (Die Regimentstochter) von Gaetano Donizetti auf das Libretto von Jean-François Bayard und Jules-Henri Vernoy de Saint-Georges mit nachhaltigem Erfolg uraufgeführt.
- 1843: In Mailand am Teatro alla Scala feiert Giuseppe Verdis Oper I Lombardi alla prima crociata mit dem Libretto von Temistocle Solera seine Uraufführung und wird ein großer Publikumserfolg.
- 1903: Mit der Sinfonie Nr. 9 d-Moll wird in Wien das letzte unvollendete Werk Anton Bruckners in der überarbeiteten Version von Ferdinand Löwe zur Uraufführung gebracht.
- 1963: Die Beatles nehmen zwischen 10:00 und 22:45 Uhr fast alle Titel ihres ersten Albums Please Please Me auf.
- 1968: Der historisch vierte Gebäudekomplex unter dem Namen Madison Square Garden wird in New York City eröffnet.
- 1991: Aufgrund des Zweiten Golfkriegs wird der Kölner Rosenmontagszug offiziell abgesagt.

### Gesellschaft

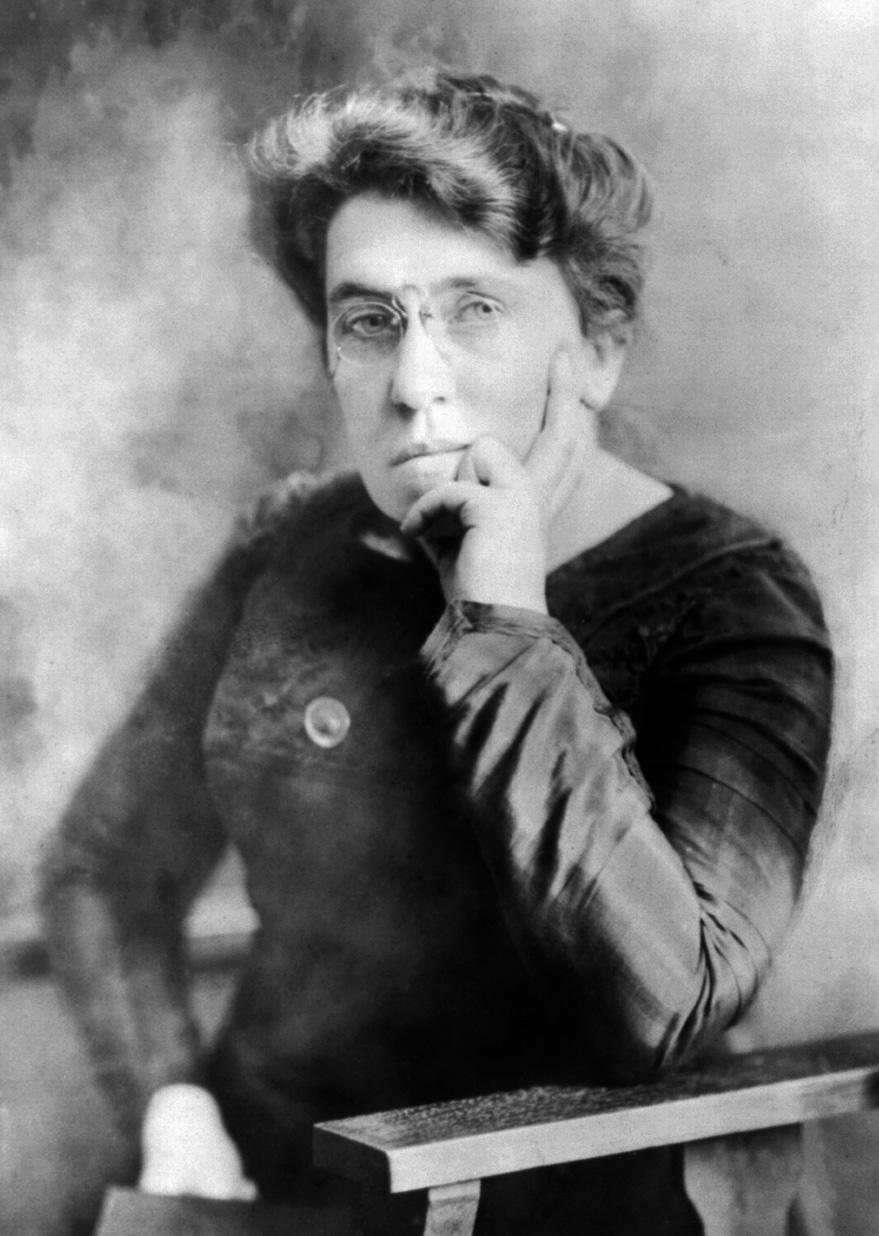
1916: Emma Goldman

- 1916: In New York wird die Anarchistin und Friedensaktivistin Emma Goldman nach einem Vortrag über Geburtenkontrolle festgenommen.
- 1933: Thomas Mann beginnt eine Auslandsvortragsreise zum Thema Leiden und Größe Richard Wagners; er wird erst nach 1945 erstmals wieder nach Deutschland kommen.
- 1972: Das rund 30 km südlich von Bangkok gelegene Freilichtmuseum für thailändische Architektur, Kultur und Kunst Mueang Boran wird eröffnet.
- 1987: Auf einem Feld in Fort Collins im US-Bundesstaat Colorado wird die Leiche der ermordeten Peggy Hettrick aufgefunden.

### Religion
- 1531: Die englischen Bischöfe erkennen Heinrich VIII. als Oberhaupt der Church of England an. Der Papst verliert damit im Königreich England jegliche Autorität, eine Staatskirche entsteht.

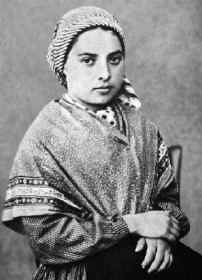
1858: Bernadette Soubirous

- 1858: Nach eigener Aussage wird die 14-jährige Bernadette Soubirous bei Lourdes Zeugin ihrer ersten Marienerscheinung.
- 1906: Papst Pius X. wendet sich in der Enzyklika Vehementer nos gegen die Trennung zwischen Staat und religiösen Institutionen in Frankreich und gegen die einseitige Aufkündigung des Konkordats. Das Gesetz zur Trennung von Kirche und Staat ist am 9. Dezember des Vorjahres beschlossen worden.

1929: Vatikanstadt (Annex der Lateranverträge)

- 1929: Der Heilige Stuhl unter Papst Pius XI., vertreten durch Kardinalstaatssekretär Pietro Gasparri, schließt mit dem italienischen Diktator Benito Mussolini die Lateranverträge ab, durch die der Staat der Vatikanstadt die Unabhängigkeit erlangt.
- 2013: Papst Benedikt XVI. verkündet seinen Rücktritt als Oberhaupt der Römisch-katholischen Kirche für den 28. Februar.

### Katastrophen
- 1907: Im Rhode Island Sound sinkt nach einer Kollision mit einem Schoner der Raddampfer Larchmont. 140 Menschen sterben.

Kleinere Unglücksfälle sind in den Unterartikeln von Katastrophe und in der Liste von Katastrophen aufgeführt.

### Sport

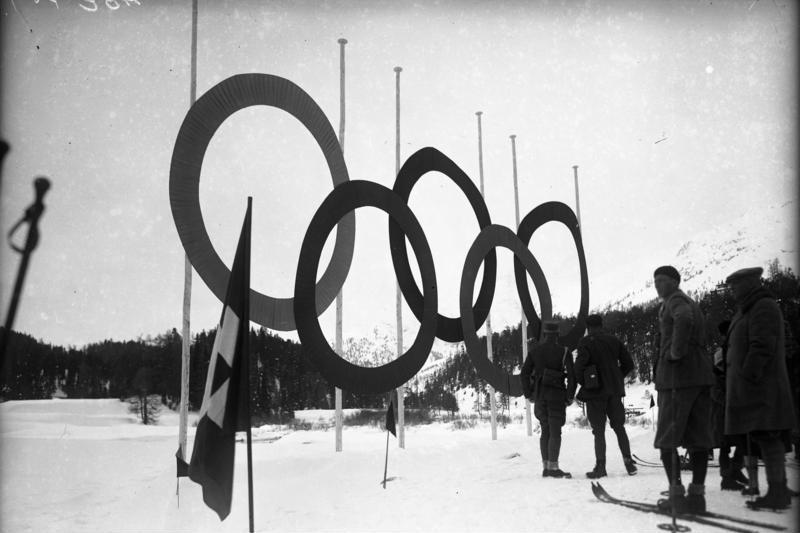
1928: Die olympischen Ringe in St. Moritz

- 1928: Der Schweizer Bundespräsident Edmund Schulthess eröffnet die II. Olympischen Winterspiele in St. Moritz, die bis zum 19. Februar dauern werden.
- 2006: Die erste Goldmedaille bei den XX. Olympischen Winterspielen in Turin geht durch den Biathleten Michael Greis an die deutsche Mannschaft. In der Nordischen Kombination holt der Schonacher Georg Hettich überraschend Gold und sorgt damit für den erfolgreichsten deutschen Olympia-Auftakt aller Zeiten.

Einträge von Leichtathletik-Weltrekorden befinden sich unter der jeweiligen Disziplin unter Leichtathletik.

## Geboren

### Vor dem 18. Jahrhundert
- 0975: Elias von Nisibis, Bischof der ostsyrischen Kirche des Ostens in Nisibis und Schriftsteller
- 1079: Yejong, 16. König des koreanischen Goryeo-Reiches
- 1261: Otto III., Herzog von (Nieder-)Bayern, König von Ungarn
- 1380: Poggio Bracciolini, Humanist der italienischen Renaissance

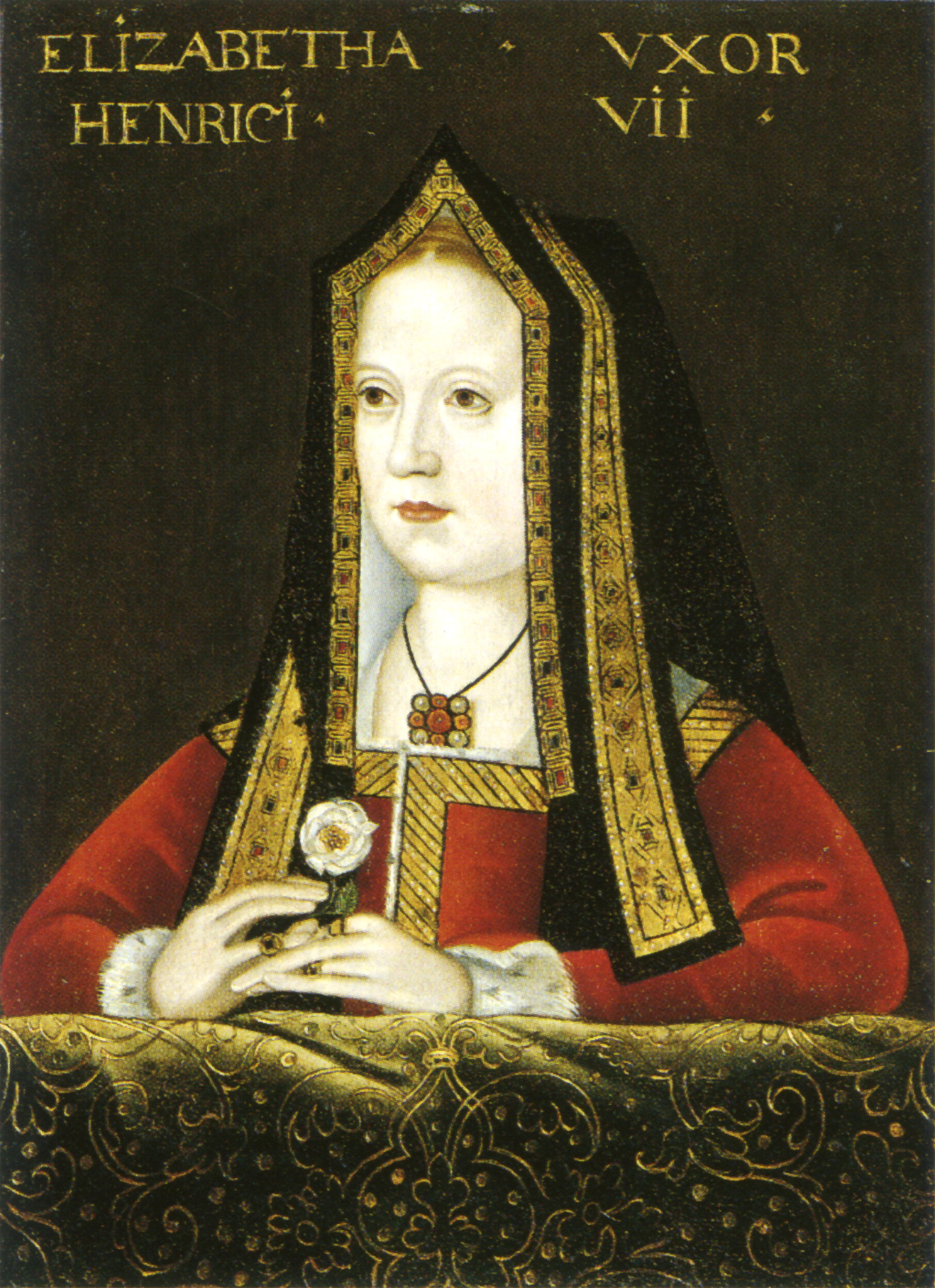
Elisabeth von York (* 1466)

- 1466: Elizabeth of York, englische Königin
- 1494: Takeda Nobutora, Daimyō der japanischen Sengoku-Zeit
- 1535: Gregor XIV., Papst
- 1546: Philipp Eduard Fugger, deutscher Handelsherr
- 1567: Honoré d’Urfé, französischer Schriftsteller
- 1626: Emilie von Hessen-Kassel, Fürstin von Tarent und Talmont
- 1637: Friedrich Nicolaus Bruhns, deutscher Komponist
- 1643: Wolfgang Christoph Truchsess von Waldburg, kurbrandenburgischer Generalmajor
- 1644: Johann Fabricius, deutscher Theologe
- 1657: Bernard le Bovier de Fontenelle, französischer Schriftsteller
- 1671: Hannah Callowhill Penn, zweite Ehefrau William Penns und Verwalterin Pennsylvanias
- 1675: Johann Alexander Döderlein, deutscher Gelehrter
- 1681: André Falquet, Schweizer Kaufmann, Händler und Abgeordneter im Genfer Rat der Zweihundert
- 1685: Willibald Krieger, deutscher Jesuit, Theologe, Philosoph und Physiker
- 1699: Bertrand François Mahé de La Bourdonnais, französischer Admiral

### 18. Jahrhundert
- 1704: Francesco Pozzi, Schweizer Stuckateur
- 1711: Johann Heumann von Teutschenbrunn, deutscher Rechtshistoriker und Diplomatiker
- 1715: Margaret Cavendish Bentinck, britische Botanikerin
- 1725: Christine Charlotte von Hessen-Kassel, Landgräfin in der Landgrafschaft Hessen-Kassel und Äbtissin im freiweltlichen Damenstift Herford
- 1728: Carl Eugen, Herzog von Württemberg
- 1739: Johann Christian Hofmann, deutscher Beamter
- 1745: Schack Hermann Ewald, deutscher Hofbeamter und Publizist
- 1745: Inō Tadataka, japanischer Landvermesser und Kartograph
- 1746: Luis Paret y Alcázar, spanischer Maler
- 1753: Jonas Galusha, US-amerikanischer Jurist und Politiker, Gouverneur von Vermont
- 1759: John Pratt, 1. Marquess Camden, britischer Politiker
- 1764: Marie-Joseph Chénier, französischer Dichter, Poet und Dramatiker
- 1764: Carel Hendrik Verhuell, holländisch-französischer Admiral und Diplomat
- 1771: August Friedrich Wilhelm Rudolph, deutscher Pädagoge
- 1772: Carl Philipp Emil von Hanstein, hessischer Staatsminister
- 1775: William Hall, US-amerikanischer Politiker
- 1776: Karl Gottlieb Bretschneider, deutscher evangelischer Theologe

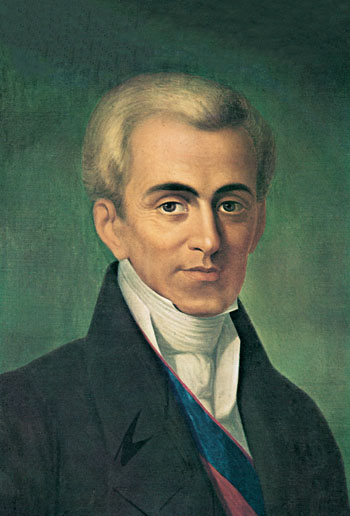
Ioannis Kapodistrias (* 1776)

- 1776: Ioannis Kapodistrias, erstes Staatsoberhaupt Griechenlands nach der Unabhängigkeit vom Osmanischen Reich
- 1780: Karoline von Günderrode, deutsche Dichterin der Romantik
- 1788: Anton Gottfried Claessen, deutscher Geistlicher, Weihbischof in Köln
- 1789: Hermannus Bouman, niederländischer reformierter Theologe und Orientalist
- 1790: Ignaz Aßmayer, österreichischer Komponist und Kirchenmusiker
- 1791: Alexandros Mavrokordatos, griechischer Politiker
- 1791: Louis Visconti, französischer Architekt
- 1792: Johann Philipp Bronner, deutscher Apotheker und Weinbaupionier
- 1792: Jules Joseph Gabriel, französischer Theaterdichter und Librettist
- 1794: Gustav Friedrich Waagen, deutscher Kunsthistoriker
- 1796: Giovanni Pacini, italienischer Musikpädagoge und Komponist
- 1797: Connop Thirlwall, britischer Geistlicher und Schriftsteller
- 1800: Josef Franz Karl Amrhyn, Schweizer Bundeskanzler
- 1800: William Henry Fox Talbot, britischer Physiker, Chemiker und Fotografie-Pionier

### 19. Jahrhundert

#### 1801–1850
- 1802: Lydia Maria Child, US-amerikanische Schriftstellerin, Abolitionistin und Frauenrechtlerin
- 1807: Napoleon Orda, polnischer Komponist, Pianist und Künstler
- 1807: Karl Schmitz, deutscher Kaufmann und Bürgermeister von Mainz
- 1809: Karl Bodmer, Schweizer Maler

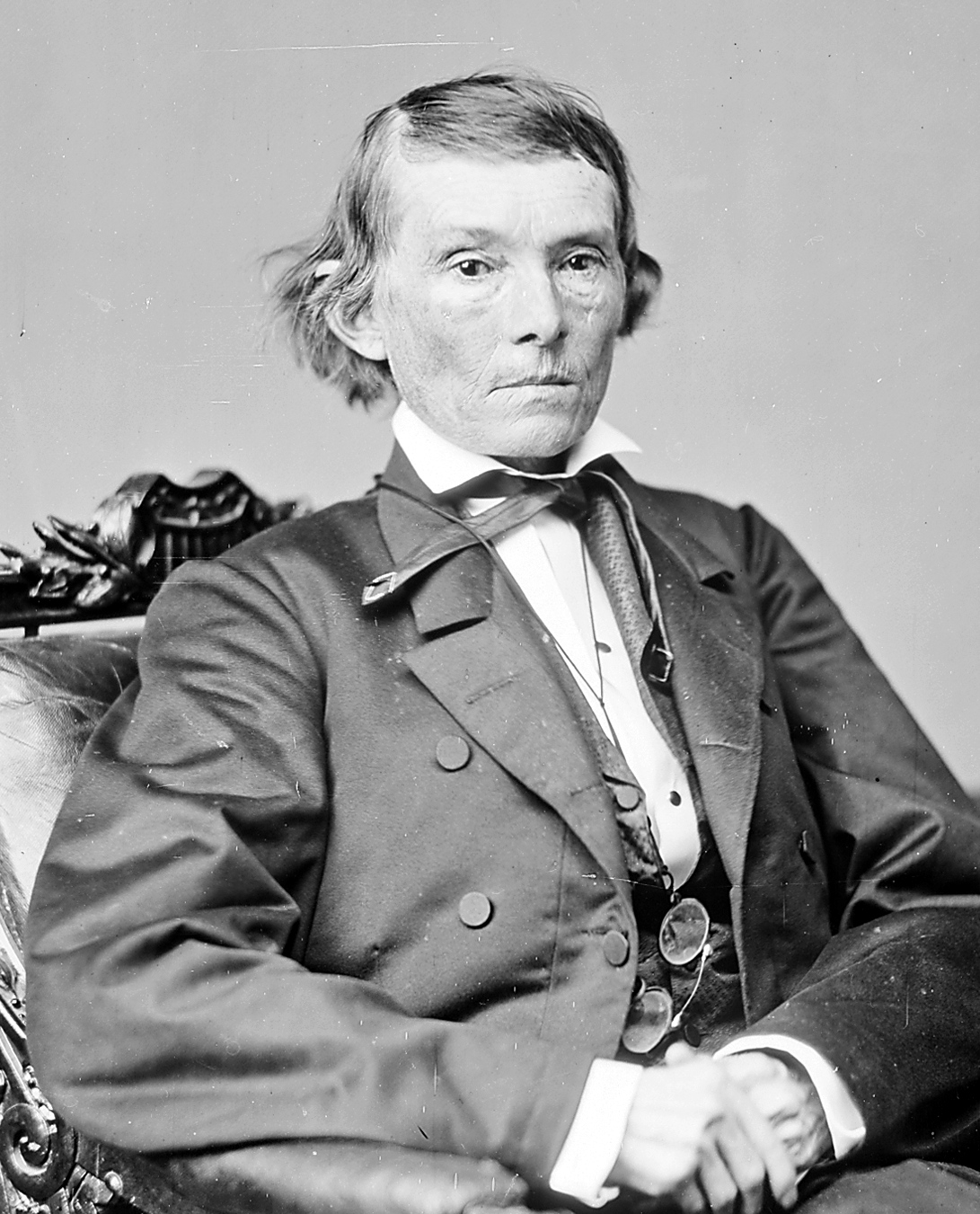
Alexander Hamilton Stephens (* 1812)

- 1812: Alexander Hamilton Stephens, US-amerikanischer Politiker, Vizepräsident der Konföderierten Staaten von Amerika
- 1814: Charles Andrews, US-amerikanischer Politiker, Abgeordneter im US-Repräsentantenhaus für den Bundesstaat Maine
- 1815: John Appleton, US-amerikanischer Politiker
- 1816: Ernst Litfaß, deutscher Drucker und Erfinder (Litfaßsäule)
- 1818: Hermann Crüger, deutscher Botaniker und Pharmazeut
- 1818: Madatya Karakaschian, armenischer Sprachwissenschaftler, Lehrer, Publizist und Mechitarist
- 1819: Ottilie Davida Assing, deutsche Schriftstellerin
- 1819: Samuel Parkman Tuckerman, US-amerikanischer Komponist
- 1821: Hermann Allmers, norddeutscher Heimatdichter
- 1821: Auguste Mariette, französischer Ägyptologe
- 1826: Heinrich Vieweg, deutscher Verlagsbuchhändler
- 1827: Tony Franck, deutsche Pianistin
- 1828: Karl Theodor Liebe, deutscher Geologe und Ornithologe
- 1829: Camillo Walzel, deutscher Librettist
- 1829: Wilhelm Westmeyer, deutscher Komponist und Pianist
- 1830: August Eisenmenger, österreichischer Maler
- 1830: Peter Heise, dänischer Komponist
- 1836: Otto Karlowa, deutscher Rechtswissenschaftler, Rechtshistoriker und Romanist
- 1839: Josiah Willard Gibbs, US-amerikanischer Physiker
- 1840: Friedrich Westermann, deutscher Verleger
- 1841: Malachia Ormanian, armenischer Erzbischof und Patriarch von Konstantinopel der Armenischen Apostolischen Kirche
- 1842: Ludwig Barnay, ungarisch-deutscher Schauspieler und Intendant
- 1845: Ahmed Tevfik Pascha, letzter Großwesir des Osmanischen Reiches
- 1846: Otto Hetzer, deutscher Erfinder und Unternehmer, Begründer des Holzleimbaus

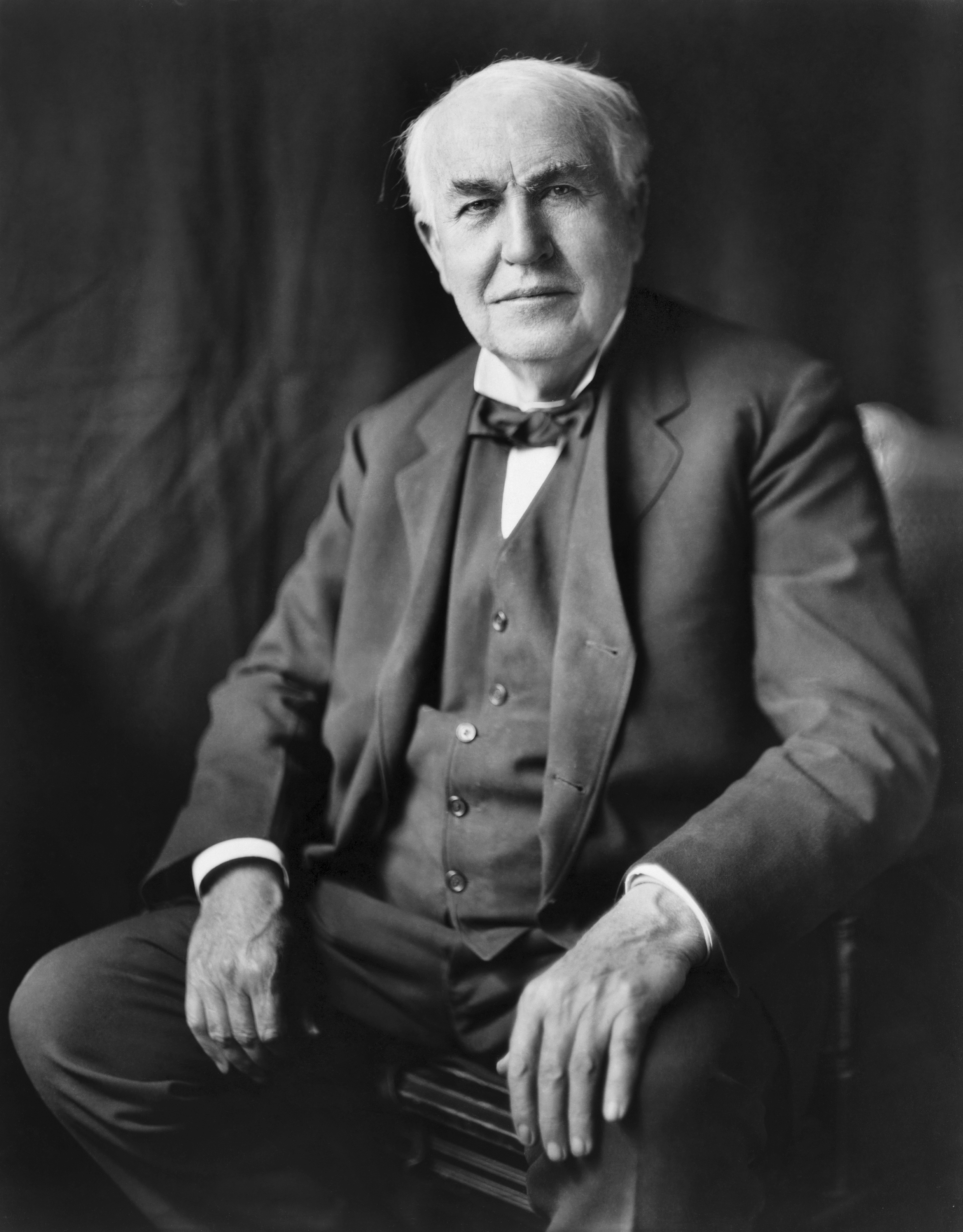
Thomas Alva Edison (* 1847)

- 1847: Thomas Alva Edison, US-amerikanischer Erfinder und Unternehmer (Elektrizität und Elektrotechnik)
- 1850: Louis Archinard, französischer General

#### 1851–1900
- 1853: Louis Auler, deutscher Politiker
- 1854: Adolf Gröber, deutscher Jurist und Politiker, MdR, Reichsminister
- 1855: Erik Werenskiold, norwegischer Maler und Zeichner
- 1857: Georg Wertheim, deutscher Kaufmann
- 1858: Johannes Bolte, deutscher Literaturwissenschaftler, Volkskundler und Erzählforscher
- 1858: Désiré Thomassin, österreichischer Maler, Komponist
- 1860: Giulio Aristide Sartorio, italienischer Maler, Illustrator, Drehbuchautor und Filmregisseur
- 1861: Paul Prüssing, deutscher Chemiker
- 1861: Friedrich von der Asseburg, preußischer Major und Kammerherr
- 1863: John F. Fitzgerald, US-amerikanischer Politiker, Bürgermeister von Boston und Abgeordneter des Repräsentantenhauses
- 1863: Hermann Kersting, deutscher Arzt und Kolonialbeamter
- 1863: Cornelius Osten, deutscher Kaufmann und Botaniker
- 1864: József Balassa, ungarischer Philologe
- 1865: Friedrich Ottiker, Schweizer Unternehmer und Politiker
- 1865: Richard Zschokke, Schweizer Ingenieur und Politiker
- 1866: Wilhelm Kerp, deutscher Chemiker
- 1866: Christian Krollmann, deutscher Philologe, Bibliothekar und Archivar
- 1869: Abel Decaux, französischer Komponist, Organist und Musikpädagoge
- 1869: Abel Iturralde Palacios, bolivianischer Rechtsanwalt und Politiker
- 1869: Adelheid Popp, österreichische Frauenrechtlerin und Sozialistin

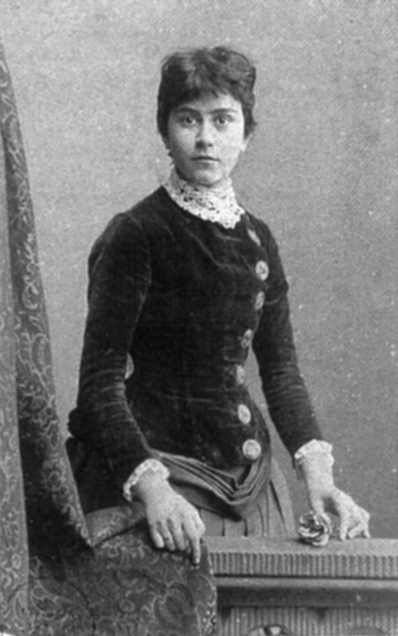
Else Lasker-Schüler (* 1869)

- 1869: Else Lasker-Schüler, deutsch-jüdische Dichterin und Zeichnerin, Vertreterin der Moderne und des Expressionismus
- 1869: Hendrik Ebo Kaspers, niederländischer Antimilitarist und Anarchist
- 1870: Bill Drews, deutscher Jurist, Präsident des Preußischen Oberverwaltungsgerichts
- 1871: Alois Steinhauser, Schweizer Jurist und Politiker
- 1872: Edward Johnston, britischer Kalligraf, Typograf und Lehrer
- 1873: Rudolf Hans Bartsch, österreichischer Schriftsteller
- 1873: Georg Hirschfeld, deutscher Dramatiker und Erzähler
- 1874: Elsa Beskow, schwedische Kinderbuchautorin, Malerin und Illustratorin
- 1874: Fritz Hart, britischer Komponist
- 1876ː Marie Wimer, US-amerikanische Tennisspielerin
- 1877: Moses Louis Annenberg, US-amerikanischer Publizist
- 1879: Jean Gilbert, deutscher Komponist und Dirigent
- 1879: Fritz Nicolai, deutscher Wasserspringer
- 1881: Carlo Carrà, italienischer Maler und Kunstschriftsteller
- 1882: Gwendoline Davies, walisische Sammlerin und Mäzenin
- 1883: Brigitte Adolphsen, deutsche Schriftstellerin

Grete Berger (* 1883)

- 1883: Grete Berger, österreichische Schauspielerin, Opfer des Holocaust
- 1883: Arthur Grimm, deutscher Maler
- 1883: Paul von Klenau, dänischer Komponist und Dirigent
- 1884: Paul Christiaan Flu, niederländischer Tropenmediziner
- 1884: Alfonso Leng, chilenischer Komponist und Odontologe
- 1885: Sidney Abrahams, britischer Weitspringer und Sprinter
- 1886: Johann Baptist Hofmann, deutscher Altphilologe
- 1887: Theodor Schwegler, römisch-katholischer Ordensgeistlicher und Ordensgeistlicher

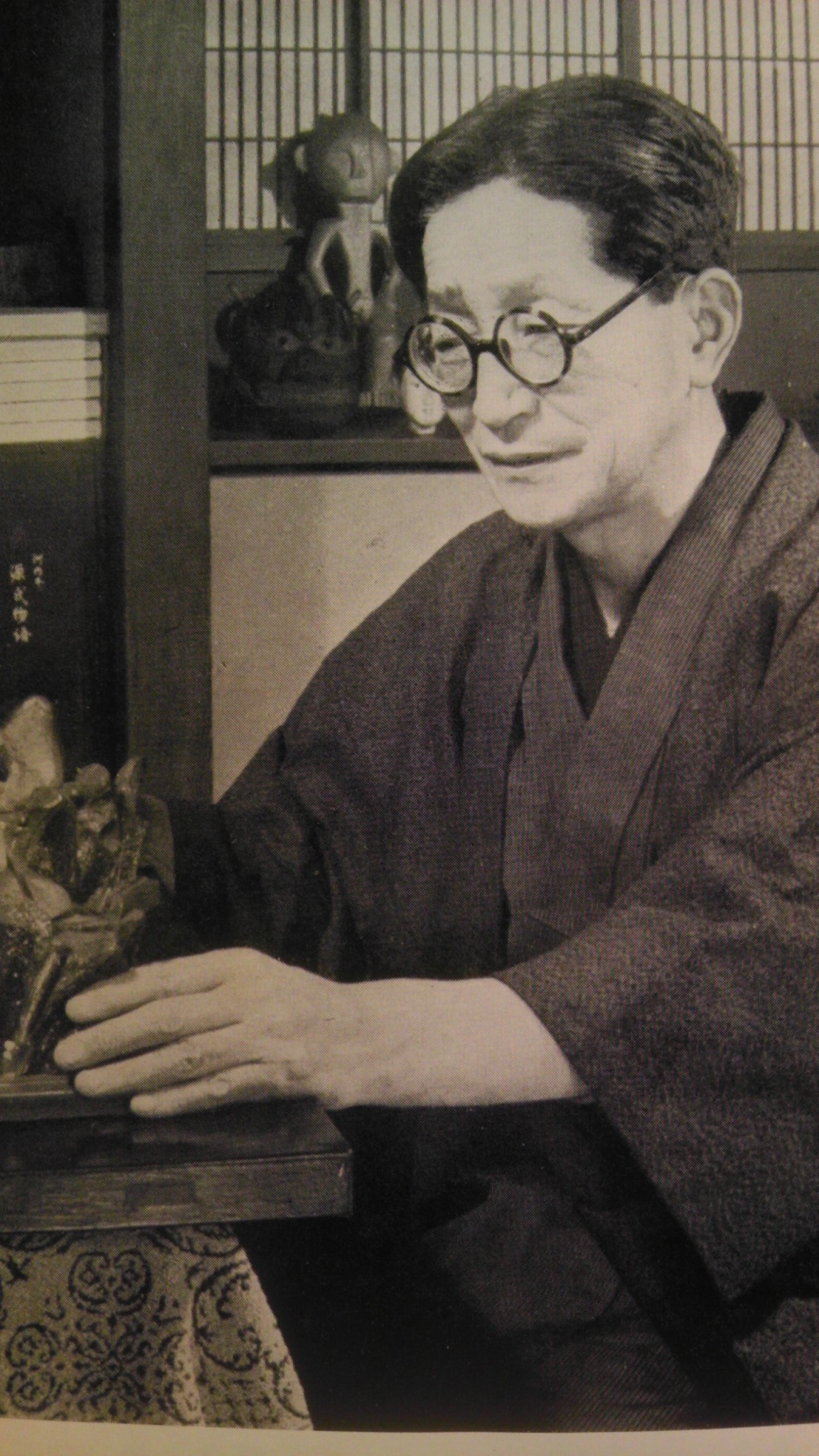
Origuchi Shinobu (* 1887)

- 1887: Orikuchi Shinobu, japanischer Schriftsteller und Literaturwissenschaftler
- 1888: Alfred Johan Asikainen, finnischer Ringer
- 1889: Wladimir Michailowitsch Deschewow, russischer Komponist
- 1890: Jan de Vries, niederländischer Germanist und Religionswissenschaftler
- 1890: Heinz Werner, deutscher Psychologe
- 1891: Paul Ash, US-amerikanischer Violinist, Pianist, Komponist und Bigband-Leader
- 1892: Elsbeth Heise, deutsche Krankenschwester
- 1892ː Else Hirschberg, deutsche Chemikerin, Opfer der Shoa
- 1892: Ernst Schmidt, deutscher Thermodynamiker
- 1893: Don Azpiazú, kubanischer Bandleader
- 1893: Max Dehnert deutscher Komponist, Schriftsteller und Hochschullehrer
- 1896: Miroslav Cikán, tschechischer Filmregisseur
- 1896: Curt von Gottberg, deutscher SS-Obergruppenführer, General der Waffen-SS, Kriegsverbrecher
- 1896: Józef Kałuża, polnischer Fußballspieler und -trainer
- 1896: Aron Pollitz, Schweizer Fußballspieler
- 1897: Yves de la Casinière, französischer Komponist und Musikpädagoge
- 1897: Emil Leon Post, polnisch-US-amerikanischer Mathematiker und Logiker
- 1898: Robert Müller-Wirth, deutscher Jurist und Verleger
- 1898: Leó Szilárd, ungarisch-deutsch-US-amerikanischer Physiker und Molekularbiologe
- 1900: Otto Aurich, österreichisch-niederländischer Schauspieler und Theaterleiter
- 1900: Hans-Georg Gadamer, deutscher Philosoph

### 20. Jahrhundert

#### 1901–1925
- 1901: Hermann Budzislawski, deutscher Journalist

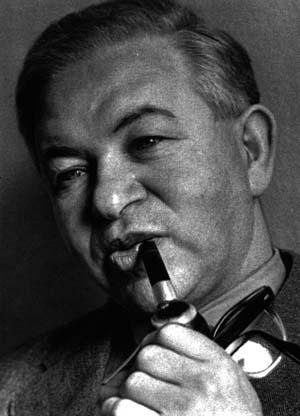
Arne Jacobsen (* 1902)

- 1902: Arne Jacobsen, dänischer Designer und Architekt
- 1902: Elisabeth Kohn, deutsch-jüdische Rechtsanwältin und Opfer des NS-Regimes
- 1903: Annelise Kretschmer, deutsche Fotografin

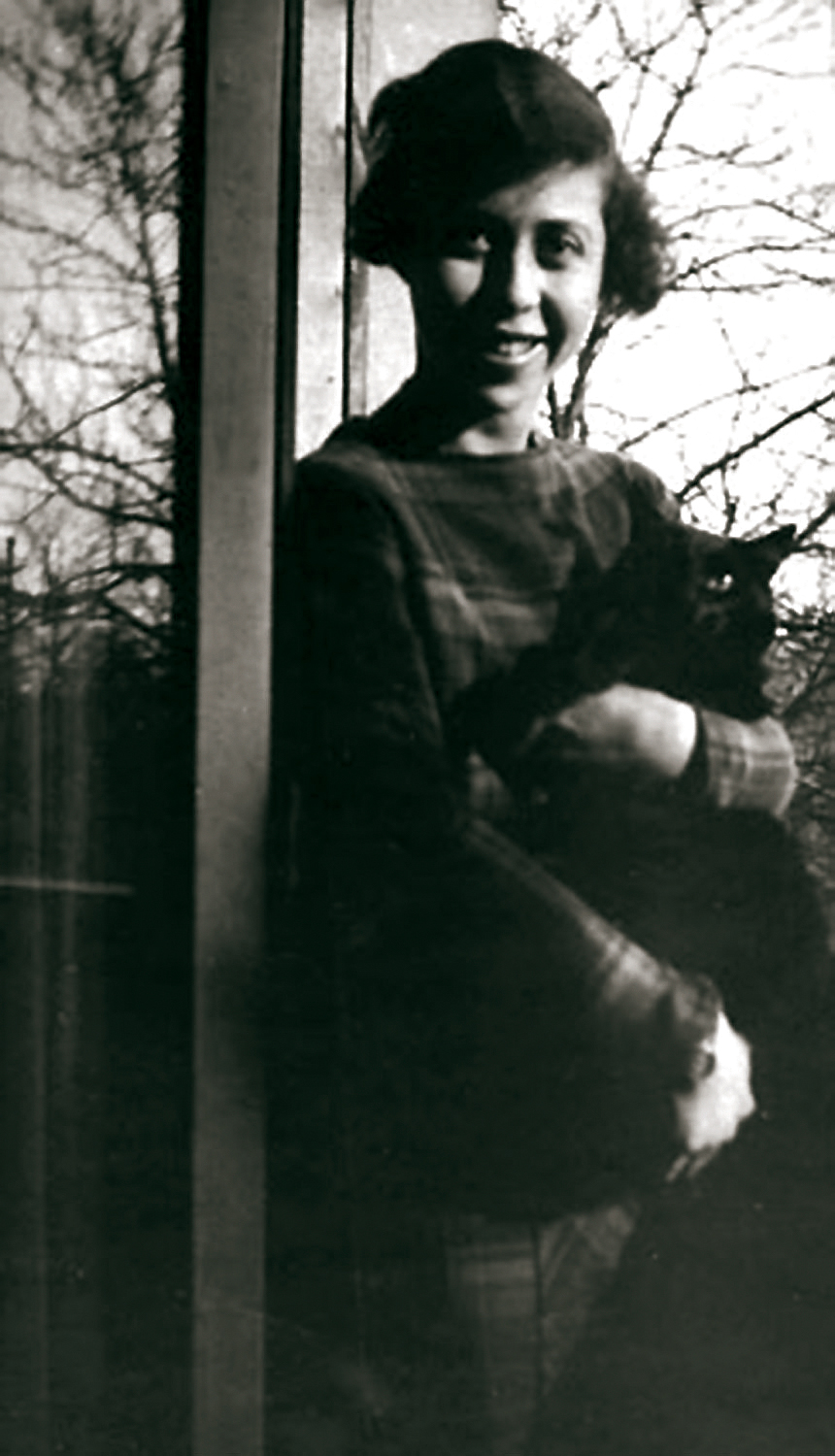
Irène Némirovsky (* 1903)

- 1903: Irène Némirovsky, französische Schriftstellerin, Opfer des Holocaust
- 1905: Zdeněk Burian, tschechischer Zeichner und Grafiker
- 1905: Egon Pruggmayer, deutscher Buchgestalter und Maler
- 1905: Clifton Penn-Hughes, britischer Autorennfahrer
- 1906: Yves Baudrier, französischer Komponist
- 1907: Käthe Gold, österreichische Schauspielerin
- 1907: Eva Siewert, deutsche Journalistin, Schriftstellerin, Radiosprecherin und Opernsängerin
- 1908: Wuert Engelmann, US-amerikanischer American-Football-Spieler
- 1908: Vivian Fuchs, britischer Geologe und Polarforscher
- 1908: Hans Vollenweider, Schweizer Straftäter
- 1909: Charles Joseph Paul Arnold, französischer Schriftsteller, Theaterhistoriker und Esoteriker
- 1909: Joseph L. Mankiewicz, US-amerikanischer Filmregisseur
- 1909: Heinrich Mauersberger, deutscher Ingenieur und Erfinder in der Textilindustrie (Malimo)
- 1909: Max Baer, US-amerikanischer Boxweltmeister im Schwergewicht
- 1909: Gustave Singier, belgischer Maler
- 1910: Rudi Baerwind, deutscher Maler
- 1911: Carl Keenan Seyfert, US-amerikanischer Astronom
- 1912: Juan Carlos Aramburu, Erzbischof von Tucumán und Buenos Aires
- 1912: Rudolf Firkušný, tschechischer Pianist
- 1912: Rudolf Stahl, deutscher Feldhandballspieler
- 1913: Clyde Cameron, australischer Politiker
- 1913: Masaji Kiyokawa, japanischer Schwimmer
- 1913: Wladimir Sak, ukrainischer Schachspieler
- 1913: Jewgeni Iwanowitsch Umnow, russischer Schachspieler und Problemkomponist

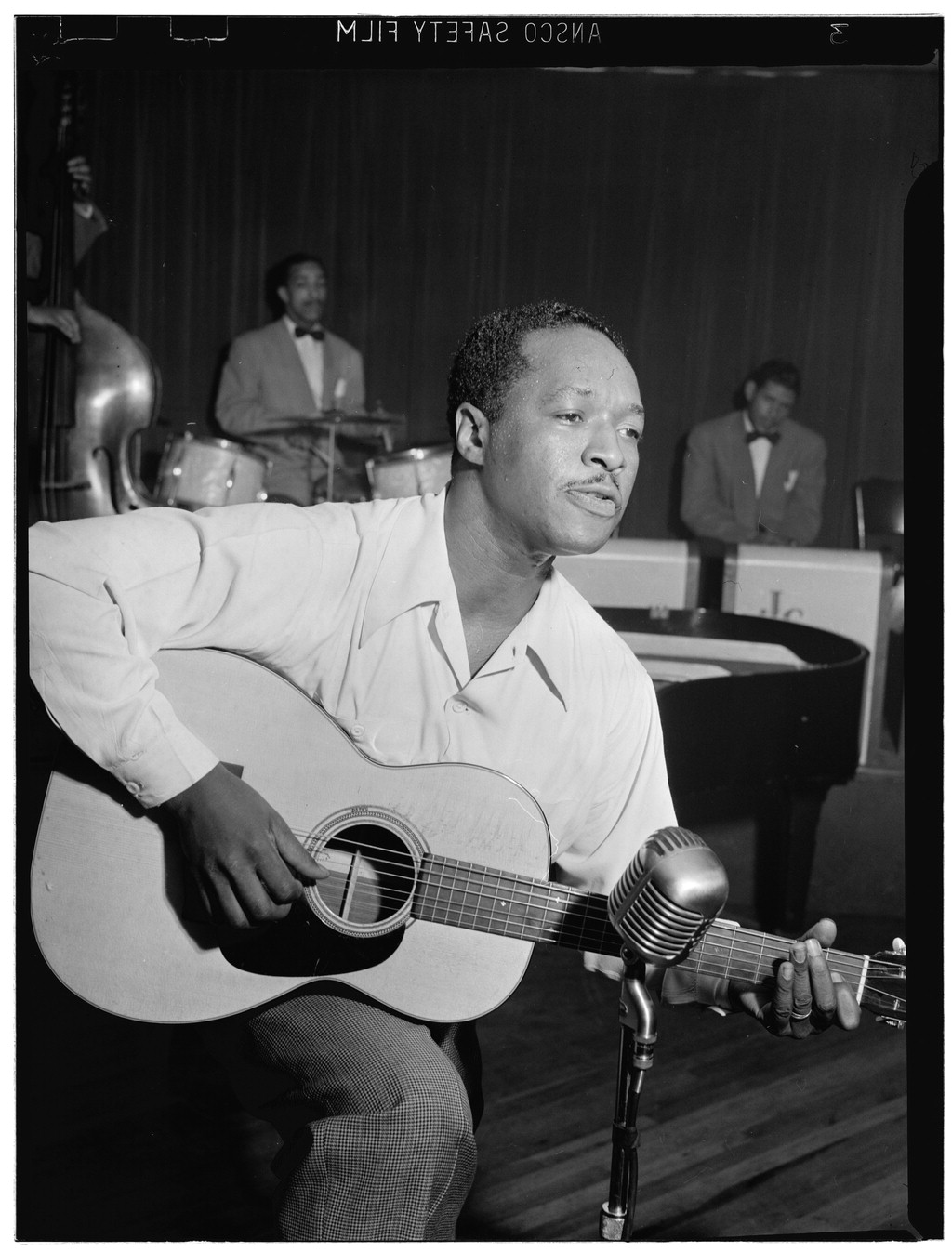
Josh White (* 1915)

- 1915: Josh White, US-amerikanischer Musiker
- 1915: Richard Hamming, US-amerikanischer Mathematiker
- 1915: Sten G. Halfvarson, US-amerikanischer Musikpädagoge und Chorleiter
- 1916: Fredy Hirsch, deutscher Funktionär des Jüdischen Pfadfinderbundes
- 1916: Wilhelm Koch-Hooge, deutscher Schauspieler
- 1917: Kazys Bradūnas, litauischer Dichter
- 1917: Erwin Haack, deutscher Ingenieur und Technikjournalist
- 1917: Sidney Sheldon, US-amerikanischer Schriftsteller und Drehbuchautor
- 1918: Anne-Stine Ingstad, norwegische Archäologin
- 1919: Eleonora Eksanischwili, georgische Pianistin, Komponistin und Hochschullehrerin
- 1919: Gretchen Fraser, US-amerikanische Skirennläuferin

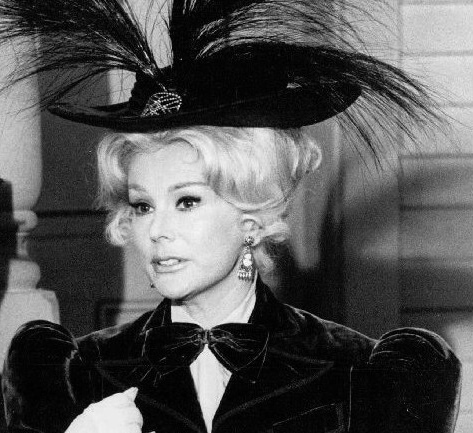
Eva Gabor (* 1919)

- 1919: Eva Gabor, US-amerikanisch-ungarische Schauspielerin
- 1920: Faruq, König von Ägypten
- 1920: Daniel F. Galouye, US-amerikanischer Journalist und Science-Fiction-Schriftsteller
- 1922: Svenn Thorkild Stray, norwegischer konservativer Politiker
- 1923: Antony Flew, britischer Philosoph, Vertreter des Libertarismus und Atheismus
- 1924: Budge Patty, US-amerikanischer Tennisspieler
- 1925: Horst Bollmann, deutscher Schauspieler
- 1925: Kim Stanley, US-amerikanische Schauspielerin
- 1925: Amparo Rivelles, spanische Schauspielerin

#### 1926–1950

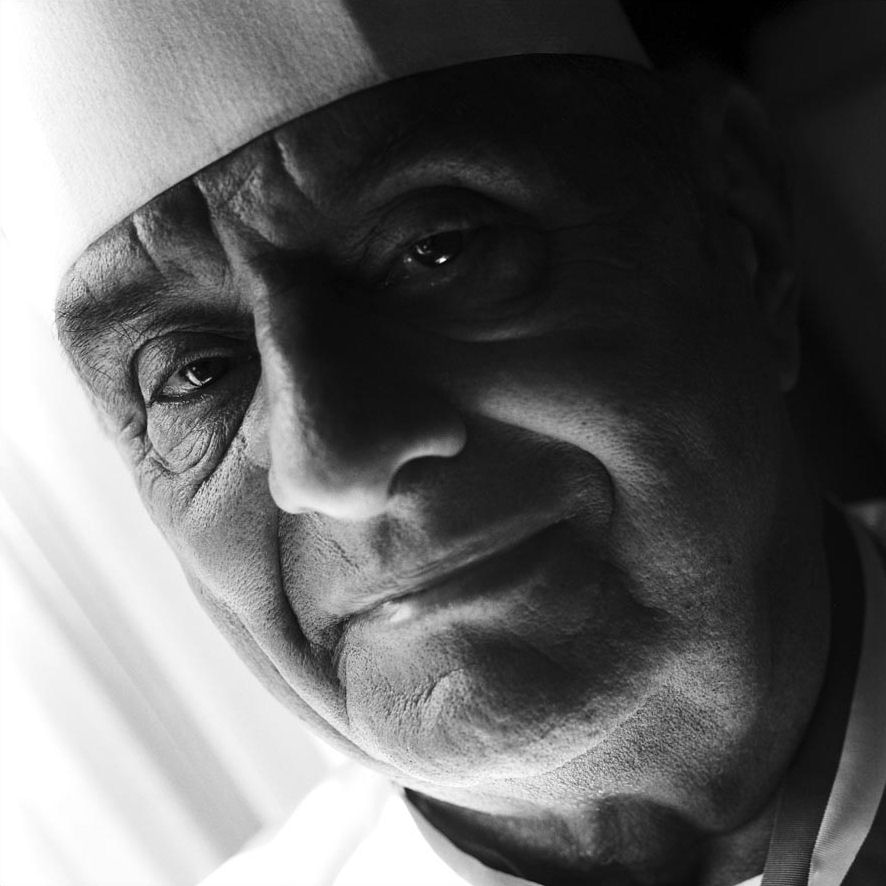
Paul Bocuse (* 1926)

- 1926: Paul Bocuse, französischer Koch, Gastronom und Kochbuchautor
- 1926: Leslie Nielsen, kanadischer Schauspieler
- 1926: Hans Standl, deutscher Sportschütze
- 1927: Johannes Menskes, deutscher Chorleiter und Komponist
- 1928: Gotthilf Fischer, deutscher Chorleiter
- 1929: Albert Asarjan, armenischer Turner
- 1930: Turhan Göker, türkischer Leichtathlet

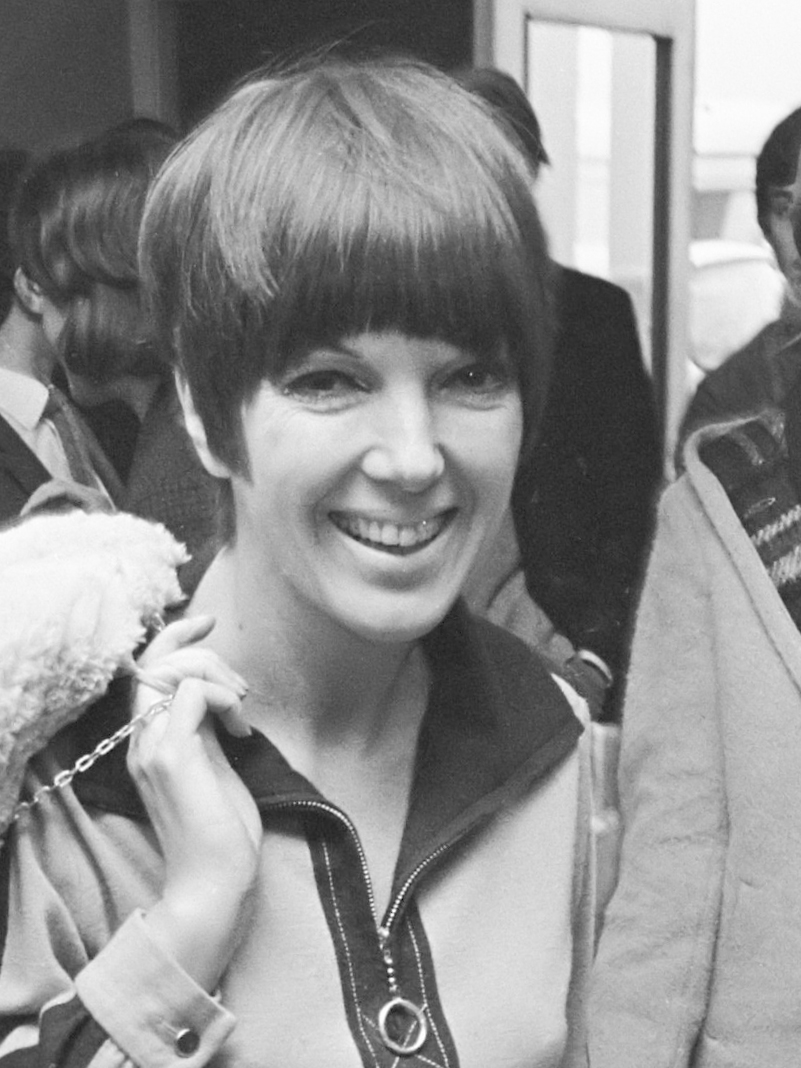
Mary Quant (* 1930)

- 1930: Mary Quant, britische Modedesignerin, gilt als eine der Erfinder des Minirocks
- 1930: Inge Stoll, deutsche Motorradrennfahrerin
- 1930: Pierre Thériault, kanadischer Schauspieler
- 1931: Gianni Ferlenghi, italienischer Radrennfahrer
- 1932: Tālivaldis Āboliņš, sowjetischer Schauspieler und Sänger
- 1932: Liselotte Ebnet, deutsche Operetten- und Musicalsängerin
- 1932: Edwin Schwertner, deutscher Politiker, Büroleiter des Politbüros des ZK der SED

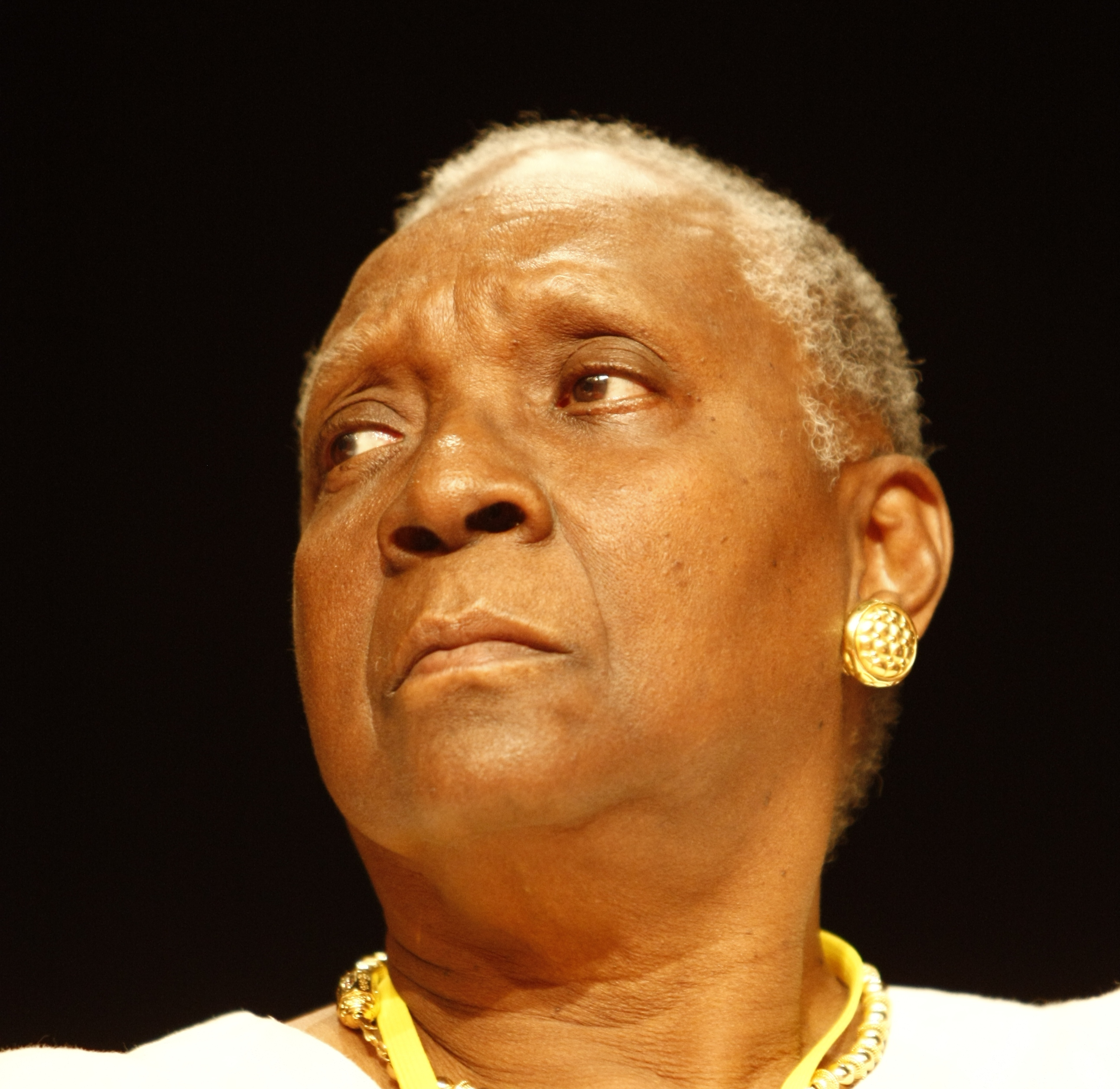
Maryse Condé (* 1934)

- 1934: Maryse Condé, französische Schriftstellerin aus Guadeloupe
- 1934: Tina Louise, US-amerikanische Schauspielerin
- 1934: Francesco Pennisi, italienischer Komponist
- 1934: John Surtees, britischer Auto- und Motorradrennfahrer
- 1935: Rudolf Hoffmann, deutscher Fußballspieler
- 1935: Heinz Niedrig, deutscher Professor für Experimentalphysik mit dem Arbeitsschwerpunkt Elektronenmikroskopie
- 1935: Immy Schell, deutsche Schauspielerin
- 1935: Gene Vincent, US-amerikanischer Musiker
- 1936: Edith Mathis, Schweizer Sopranistin
- 1936: Martin Mußgnug, deutscher Jurist und Politiker
- 1936: Burt Reynolds, US-amerikanischer Schauspieler
- 1936: Léa Stein, französische Schmuckdesignerin
- 1937: Anders Bodelsen, dänischer Schriftsteller und Kritiker
- 1937: Rodolfo Choperena, mexikanischer Basketballspieler
- 1937: Catherine Gayer, US-amerikanische Sopranistin
- 1937: Heidi Lambert-Lang, deutsche Juristin, Richterin am Bundesgerichtshof
- 1938: Mohamed Gammoudi, tunesischer Leichtathlet
- 1938: Manuel Noriega, Machthaber in Panama
- 1938: Willy Oliveira, brasilianischer Komponist
- 1939: Gerry Goffin, US-amerikanischer Songschreiber
- 1939: Okay Temiz, türkischer Jazz-Schlagzeuger, Perkussionist, Bandleader und Komponist
- 1940: Dennis Gaubatz, US-amerikanischer American-Football-Spieler
- 1940: Jūrō Kara, japanischer Schriftsteller
- 1940: Werner Mauss, deutscher Privatdetektiv und Agent
- 1940: Bobby Pickett, US-amerikanischer Sänger und Schauspieler
- 1941: Rudolf Brunnenmeier, deutscher Fußballspieler
- 1941: Neritan Ceka, albanischer Archäologe und Politiker
- 1941: Margot Middelhauve, deutsche Künstlerin
- 1941: Sérgio Mendes, brasilianischer Pianist und Arrangeur
- 1942: Fritz Hähle, deutscher Politiker, MdL
- 1942: Arild Holm, norwegischer Skirennläufer
- 1943: Gerhard Glogowski, deutscher Politiker, MdL, Ministerpräsident von Niedersachsen
- 1943: Serge Lama, französischer Chanson-Sänger und Songschreiber
- 1943: Alan Rubin, US-amerikanischer Musiker
- 1943: George Woods, US-amerikanischer Leichtathlet
- 1944: Wolf-Dieter Ahlenfelder, deutscher Fußballschiedsrichter
- 1944: Martin Drew, britischer Jazzschlagzeuger und Bandleader
- 1944: Michael Oxley, US-amerikanischer Abgeordneter
- 1944: Christine Schuberth, österreichische Schauspielerin

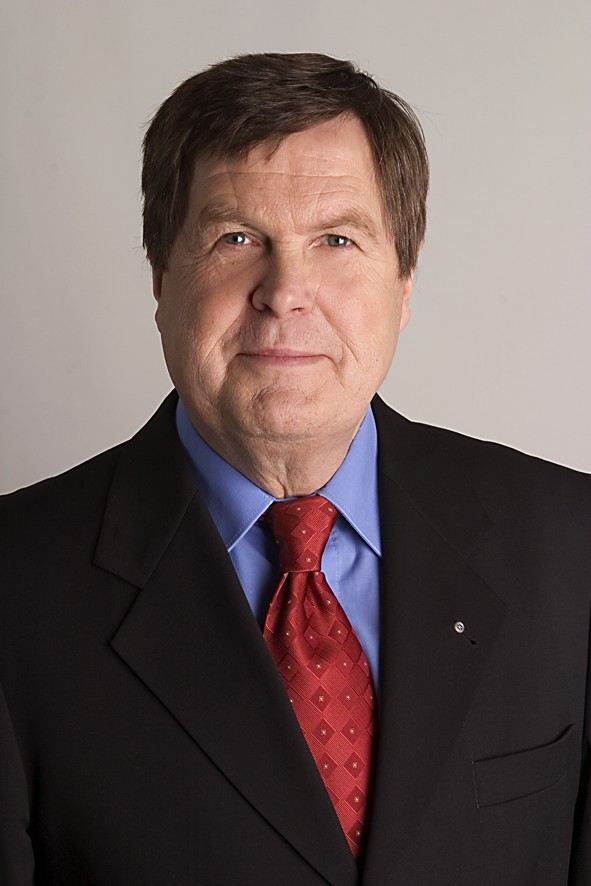
Dieter Steinecke (* 1944)

- 1944: Dieter Steinecke, deutscher Politiker, MdL, Präsident des Landtags von Sachsen-Anhalt
- 1945: Ralph Doubell, australischer Leichtathlet, Olympiasieger
- 1945: Silvia Jost, Schweizer Schauspielerin
- 1946: Pierre Curzi, kanadischer Schauspieler
- 1946: Knut Vollebæk, norwegischer Diplomat und Politiker
- 1946: Heinz Winbeck, deutscher Komponist
- 1947: Klaus Weiland, deutsch-britisch-amerikanischer Folkmusiker und Fingerstyle-Gitarrist
- 1947: Gerd B. Achenbach, deutscher Philosoph
- 1947: Andreas Herczog, Schweizer Politiker
- 1947: Derek Shulman, britischer Musiker
- 1948: Fritz Raff, deutscher Journalist, Intendant des Saarländischen Rundfunks
- 1948: Gerhard Wucherer, deutscher Leichtathlet
- 1949: Gerhard Kofler, deutscher Schriftsteller
- 1949: Manfred Luckey, deutscher Politiker, MdL
- 1949: Marc Menant, französischer Schriftsteller, Journalist und Autorennfahrer
- 1949: Klaus Prömpers, deutscher Fernsehjournalist
- 1949: Detlev Redinger, deutscher Schauspieler
- 1950: Tomasz Bugaj, polnischer Dirigent und Musikpädagoge
- 1950: Jewgeni Sweschnikow, russisch-lettischer Schachmeister

#### 1951–1975
- 1951: Cleo Kretschmer, deutsche Schauspielerin und Autorin
- 1951: Vojtěch Saudek, tschechischer Komponist
- 1952: Mona Hatoum, palästinensisch-britische Künstlerin
- 1952: Bernadette Mayr, deutsche Patchwork- und Quilt-Künstlerin
- 1953: Philip Anglim, US-amerikanischer Film- und Theaterschauspieler
- 1953: Jeb Bush, US-amerikanischer Politiker, Gouverneur von Florida
- 1953: Yitzhak Peretz, israelischer Fußballspieler
- 1954: Günter Menges, ehemaliger deutscher Fußballspieler
- 1954: Aristidis Rapanakis, griechischer Segler
- 1955: Anneli Jäätteenmäki, finnische Politikerin, Ministerpräsidentin
- 1955: Baboucarr-Blaise Jagne, gambischer Politiker und Diplomat, Außenminister

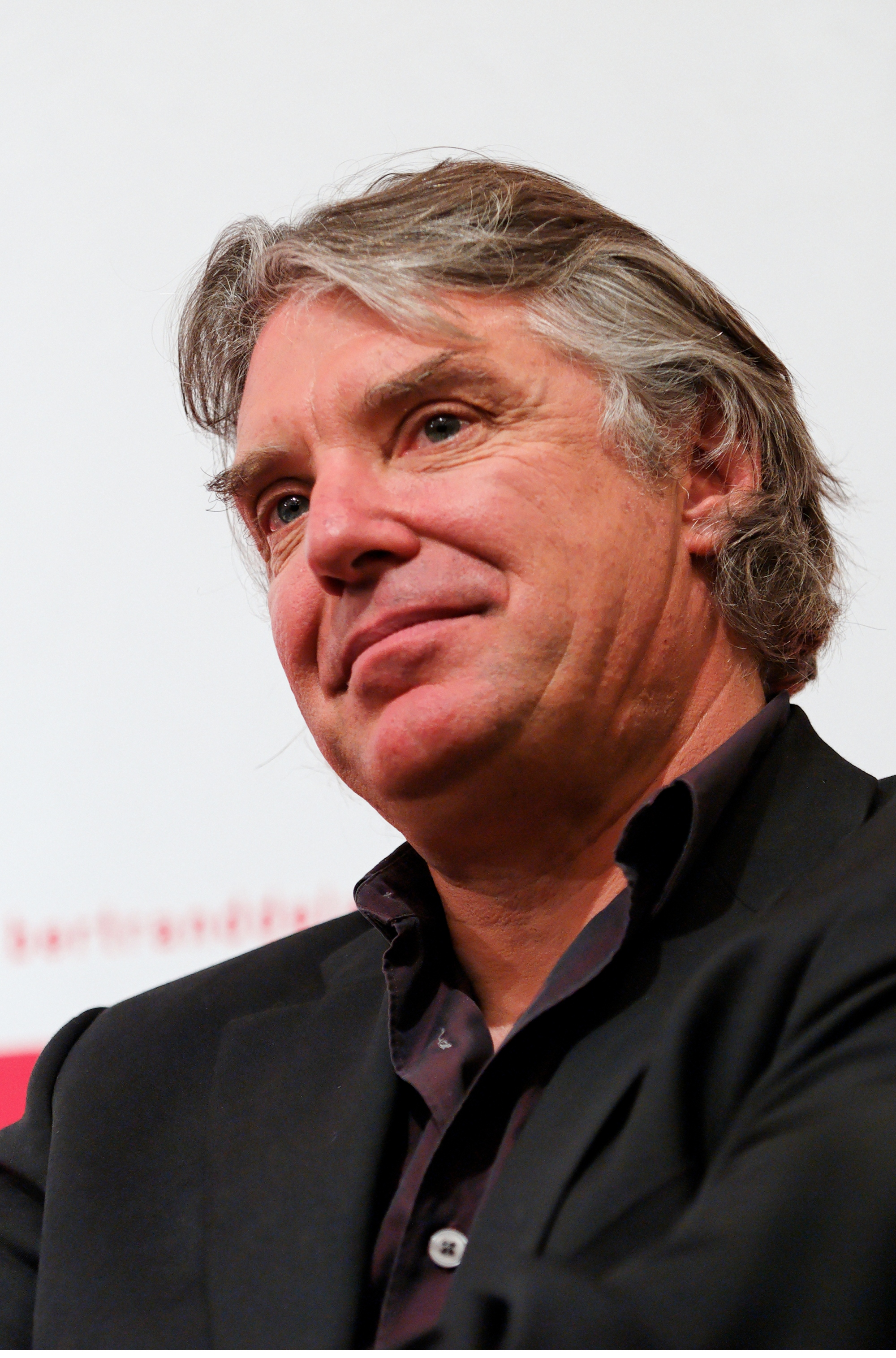
Didier Lockwood (* 1956)

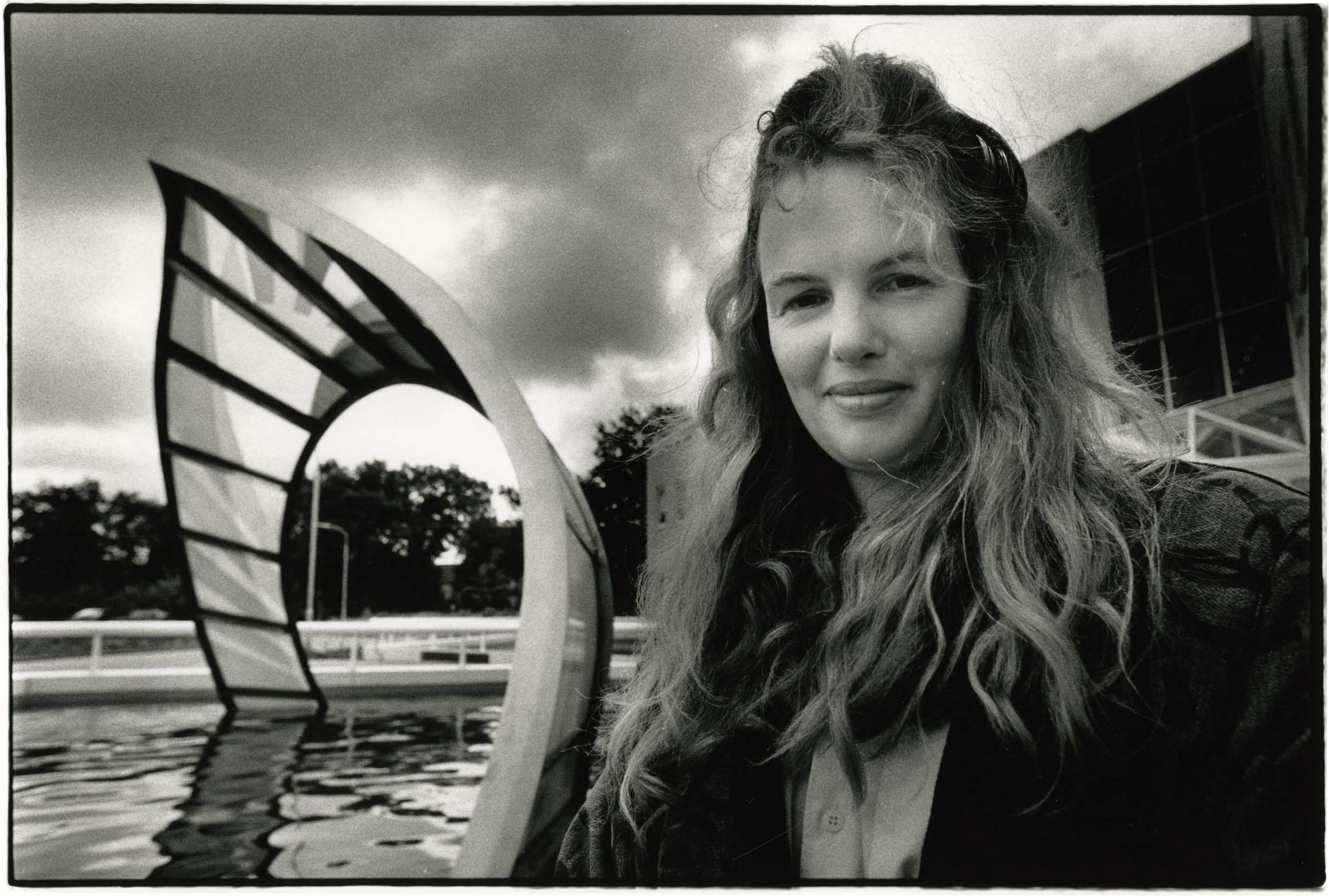
Dorothé van Driel (* 1957)

- 1956: Didier Lockwood, französischer Jazz-Geiger und Komponist
- 1956: Gianpietro Zappa, Schweizer Fußballspieler
- 1957: Peter Klashorst, niederländischer Fotograf
- 1957ː Dorothé van Driel, niederländische Bildhauerin, Aquarellistin und Glaskünstlerin
- 1958: Ulrike Bumke, deutsche Juristin
- 1958: Gisela Manderla, deutsche Politikerin
- 1959ː Jenny Alcorn, australische Triathletin und Marathonläuferin
- 1959: Nick Carter, britischer General, Chief of the Defence Staff
- 1959: Catherine Frarier, französische Freestyle-Skierin
- 1959: Roberto Moreno, brasilianischer Rennfahrer
- 1959: René Müller, deutscher Fußballspieler und -trainer
- 1960: Sylvie Bailly, französische Fußballspielerin
- 1960: Joachim Raaf, deutscher Schauspieler
- 1960: Lydia Wong, kanadische Pianistin und Musikpädagogin
- 1961: Jan Krzysztof Ardanowski, polnischer Politiker
- 1961: George Balint, rumänischer Komponist, Dirigent und Pianist
- 1961: Ralf Hoja, deutscher Eishockeyspieler und -trainer
- 1961: Andreas Krautscheid, deutscher Politiker, MdB, MdL, Landesminister
- 1961: Carey Lowell, US-amerikanische Filmschauspielerin
- 1962: Jasper von Altenbockum, deutscher Journalist
- 1962: Sheryl Crow, US-amerikanische Bluesrocksängerin, Gitarristin und Songschreiberin
- 1962: Wolfgang S. Zechmayer, österreichischer Schauspieler
- 1962: Uwe Zimmermann, deutscher Fußballspieler
- 1963: Ralf Falkenmayer, deutscher Fußballspieler
- 1964: Keiichirō Asao, japanischer Politiker
- 1964: Hans Huyssen, südafrikanisch-deutscher Komponist, Dirigent und Cellist

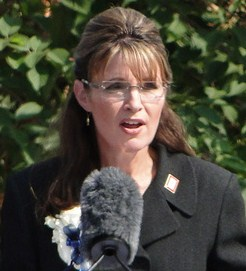
Sarah Palin (* 1964)

- 1964: Sarah Palin, US-amerikanische Politikerin, Gouverneurin von Alaska
- 1965: Leticia Cugliandolo, argentinische Physikerin
- 1965: Richard Cyron, polnischer Fußballspieler
- 1966: David Bunners, deutscher Schauspieler
- 1966: Patrik Kühnen, deutscher Tennisspieler
- 1966: Wache Scharafjan, armenischer Komponist
- 1966: Kai Scheve, deutscher Schauspieler
- 1966: Johan Söderqvist, schwedischer Filmkomponist
- 1967: Ciro Ferrara, italienischer Fußballspieler
- 1967: Ladislav Lubina, tschechischer Eishockeyspieler und -trainer
- 1968: Lavinia Agache, ehemalige rumänische Kunstturnerin
- 1968: Monika Guthmann, deutsche Schauspielerin
- 1969: Jennifer Aniston, US-amerikanische Schauspielerin
- 1969: Takeshi Obata, japanischer Mangaka
- 1970: Juan Aguirre, spanischer Musiker
- 1971: Sascha Stowasser, deutscher Arbeitswissenschaftler
- 1971: Alexander Ulrich, deutscher Politiker, MdB
- 1971: Marco Onofrio, italienischer Schriftsteller
- 1972: Andrea Figallo, italienischer Sänger und Produzent (Wise Guys)
- 1972: Markus Happe, deutscher Fußballspieler
- 1972: Lisa Martinek, deutsche Schauspielerin
- 1972: Bernd Meier, deutscher Fußballspieler

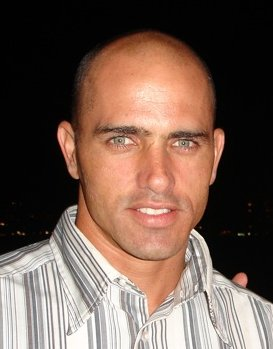
Kelly Slater (* 1972)

- 1972: Kelly Slater, US-amerikanischer Surfer
- 1972: Geert Van der Stricht, belgischer Schachspieler
- 1973: Alexander von Puttkamer, deutscher Tubist
- 1973: Varg Vikernes, norwegischer Musiker und Autor (Burzum)
- 1973: Trevor Guthrie, kanadischer Sänger
- 1974: D’Angelo, US-amerikanischer Rhythm-and-Blues-Musiker
- 1974: Sébastien Hinault, französischer Radrennfahrer
- 1975: Yumileidi Cumbá, kubanische Leichtathletin

#### 1976–2000
- 1976: Mareile Blendl, deutsche Schauspielerin
- 1976: Hugo Boisvert, deutsch-kanadischer Eishockey-Trainer
- 1976: Alenka Dovžan, slowenische Skiläuferin
- 1976: Alexandra Neldel, deutsche Schauspielerin
- 1976: Ricardo, portugiesischer Fußballspieler
- 1977: Angelo Barletta, italienisch-deutscher Fußballspieler
- 1977: Mike Shinoda, US-amerikanischer Musiker und Rapper
- 1978: Lourence Ilagan, philippinischer Dartspieler
- 1979: Bass-T, deutscher DJ und Musikproduzent

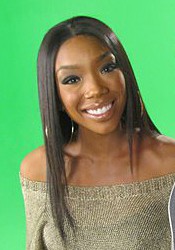
Brandy (* 1979)

- 1979: Brandy Norwood, US-amerikanische Sängerin und Schauspielerin
- 1980: Mark Bresciano, australischer Fußballspieler
- 1980: Titi Buengo, angolanischer Fußballspieler
- 1980: Jukka Erätuli, finnischer Snowboarder
- 1980: Theresa Scholze, deutsche Schauspielerin
- 1981: Aritz Aduriz, spanischer Fußballspieler
- 1981: Kelly Rowland, US-amerikanische Sängerin
- 1982: Daryn Colledge, US-amerikanischer American-Football-Spieler
- 1982: Natalie Dormer, britische Schauspielerin
- 1982: Florin Lovin, rumänischer Fußballspieler
- 1982: Neil Robertson, australischer Snooker-Spieler
- 1983: Miladin Kozlina, slowenischer Handballspieler
- 1983: Emmanuel Krontiris, deutscher Fußballspieler
- 1983: Viola Odebrecht, deutsche Fußballspielerin
- 1983: David Tarka, australischer Fußballspieler

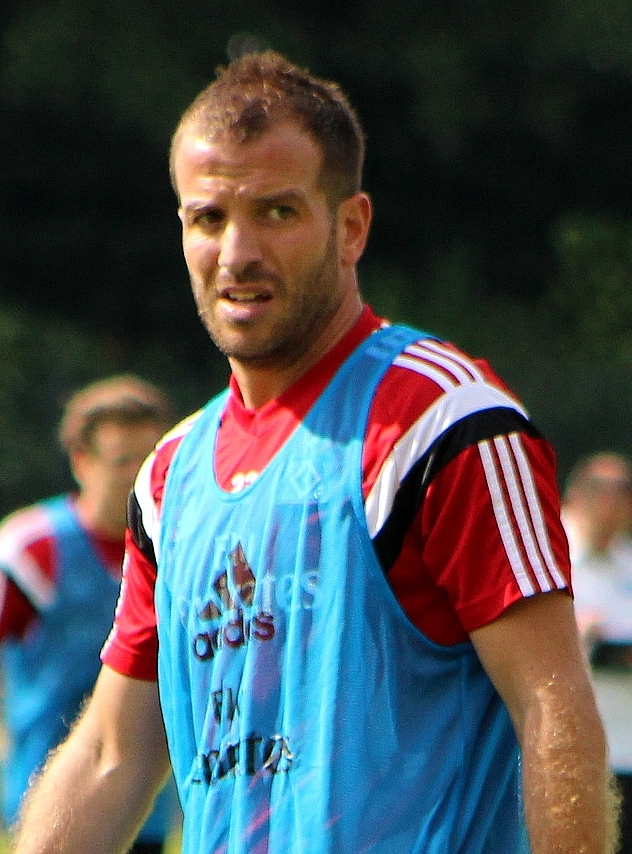
Rafael van der Vaart (* 1983)

- 1983: Rafael van der Vaart, niederländischer Fußballspieler
- 1983: Nicki Clyne, kanadische Schauspielerin
- 1984: Gabriel von Berlepsch, deutscher Schauspieler
- 1984: Marcus Rabenhorst, deutscher Fußballtrainer
- 1985: Sarah Butler, US-amerikanische Schauspielerin
- 1985: Liridon Leçi, albanischer Fußballspieler
- 1985: Marcus Schiech, deutscher Handballspieler
- 1985: Šárka Strachová, tschechische Skirennläuferin
- 1986: Gabriel Boric, Staatspräsident von Chile
- 1987: Luca Antonelli, italienischer Fußballspieler
- 1987: Beat Feuz, Schweizer Skirennfahrer
- 1987: Flying Uwe, deutscher Youtuber und Streamer
- 1987: Robert Fleßers, deutscher Fußballspieler
- 1988: Kristian Nippes, deutscher Handballspieler
- 1988: Wellington Luís de Sousa, brasilianischer Fußballspieler
- 1989: Timo Perthel, deutscher Fußballspieler
- 1989: Sally Potocki, australische Handball- und Basketballspielerin
- 1990: Javier Aquino, mexikanischer Fußballspieler
- 1990: Go Ara, südkoreanische Schauspielerin und Model
- 1990: Q’orianka Kilcher, US-amerikanische Schauspielerin
- 1990: Catherine Skinner, australische Sportschützin, Olympiasiegerin
- 1991: Never Shout Never, US-amerikanischer Sänger
- 1992: Taylor Lautner, US-amerikanischer Schauspieler
- 1993: Karl Geiger, deutscher Skispringer
- 1993: Ben McLemore, US-amerikanischer Basketballspieler
- 1994: Florian Bauer, deutscher Bobfahrer
- 1995: Maciej Musiał, polnischer Schauspieler
- 1995: Johanna Stockschläder, deutsche Handballspielerin
- 1996: Nils Hoffmann, deutscher DJ und Produzent
- 1996: Daniil Medvedev, russischer Tennisspieler
- 1996: Felix Platte, deutscher Fußballspieler
- 1996: Jonathan Tah, deutscher Fußballspieler
- 1997: Hubert Hurkacz, polnischer Tennisspieler
- 1997: Rosé, südkoreanische Sängerin (Blackpink)
- 1998: Carel Eiting, niederländischer Fußballspieler
- 1998: Felix Götze, deutscher Fußballspieler
- 1998: Niklas Kaul, deutscher Zehnkämpfer, Weltmeister
- 1998: Jennifer Montag, deutsche Leichtathletin
- 1999: Charlie Gilmour, schottisch-englischer Fußballspieler
- 1999: Andrij Lunin, ukrainischer Fußballtorwart

## Gestorben

### Vor dem 16. Jahrhundert
- 0244: Gordian III., römischer Kaiser
- 0641: Herakleios, Kaiser des Byzantinischen Reiches
- 0731: Gregor II., Papst
- 0821: Benedikt von Aniane, Abt
- 0824: Paschalis I., Papst
- 0867: Theodora II., Ehefrau des byzantinischen Kaisers Theophilos
- 0966: Starchand, Fürstbischof von Eichstätt
- 1056: Hermann II., Erzbischof von Köln
- 1115: Hoyer I. von Mansfeld, deutscher Feldmarschall des Kaisers Heinrich V.
- 1124: Friedrich, Regent der Grafschaft Arnsberg-Werl
- 1141: Hugo von St. Viktor, deutscher Theologe und Philosoph
- 1160: Minamoto no Yoshitomo, japanischer Heerführer
- 1233: Ermengarde de Beaumont, schottische Queen Consort
- 1250: Guillaume de Sonnac, Großmeister des Templerordens und Kreuzfahrer
- 1250: Jean de Ronay, Vizemeister des Hospitaliterordens und Kreuzfahrer
- 1250: Jocerand de Brancion, französischer Adeliger und Kreuzfahrer
- 1310: Marguerita d’Oingt, südfranzösische Mystikerin und lateinische und frankoprovenzalische Autorin
- 1324: Karl von Trier, Hochmeister des Deutschen Ordens
- 1331: Nikolaus von Kesselhut, Bischof von Verden
- 1392: Nikolaus I. von Meißen, Bischof von Lübeck und Meißen
- 1394: John de Ros, 5. Baron de Ros, englischer Adeliger und Politiker
- 1397: Heinrich von Langenstein, deutscher Theologe, Kirchenpolitiker und Astronom, Vizekanzler der Sorbonne und Rektor der Universität Wien
- 1418: Bogislaw VIII., Herzog von Pommern
- 1424: Johannes Abezier, Fürstbischof von Ermland
- 1484: Georg von Baden, Markgraf von Baden und Bischof von Metz
- 1500: Antonio Urceo, italienischer Humanist

### 16. bis 18. Jahrhundert
- 1503: Elizabeth of York, englische Königin
- 1507: Johann von Glogau, polnischer Philosoph und Mathematiker
- 1511: Charles II. d’Amboise, Gouverneur von Paris, Marschall von Frankreich und Admiral von Frankreich
- 1524: Isabella von Aragón, Herzogin von Mailand, Herzogin von Bari und Fürstin von Rossano
- 1547: Johann Horn, Bischof der Böhmischen Brüder
- 1552: Eske Bille, dänischer Reichshofmeister

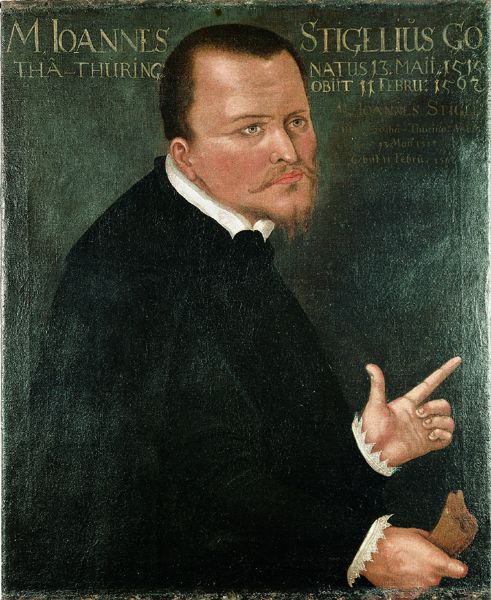
Johann Stigel († 1562)

- 1562: Johann Stigel, deutscher Poet und Rhetoriker
- 1586: August, Kurfürst von Sachsen
- 1590: Balthasar Batthyány, österreich-ungarischer General im Kampf gegen die Türken.
- 1617: Giovanni Antonio Magini, italienischer Astronom und Mathematiker
- 1629: Caspar von Teutleben, deutscher Dichter und Hofmeister
- 1630: Hans Hummel, fränkischer Orgelbauer
- 1643: Anna Maria, Pfalzgräfin von Neuburg und Herzogin von Sachsen-Weimar
- 1649: Marie von Preußen, Markgräfin von Brandenburg-Bayreuth
- 1650: René Descartes, französischer Philosoph, Mathematiker und Naturwissenschaftler
- 1656: Reinhard Scheffer der Jüngste, deutscher Jurist, Diplomat und Staatsmann
- 1659: Erik Stenbock, schwedischer Generalmajor
- 1671: Ludwig Compenius, deutscher Orgel- und Cembalobauer
- 1673: Taco van Glins, niederländischer Rechtswissenschaftler
- 1687: Thomas Billeb, deutscher Jurist, Verwaltungsbeamter und Gräflich-Schwarzburgischer-Amtmann zu Großbodungen
- 1689: Marie Louise d’Orléans, spanische Königin
- 1697: Georg Händel, Hofchirurg, Vater von Georg Friedrich Händel
- 1703: Godert de Ginkell, 1. Earl of Athlone, niederländischer General
- 1709: Jean-Antoine de Mesmes, comte d’Avaux, französischer Diplomat
- 1709: Luise Hollandine von der Pfalz, Äbtissin von Maubuisson, Malerin und Kupferstecherin
- 1713: Jahandar Shah, Großmogul von Indien
- 1721: Johannes Köck, österreichischer Orgelbauer
- 1723: Heinrich Meiering, deutscher Bildhauer
- 1729: Solomon Stoddard, neuenglischer kongregationalistischer Prediger
- 1734: Christian Ulrich II., Herzog von Württemberg-Wilhelminenort
- 1746: Wassili Wladimirowitsch Dolgorukow, russischer Politiker und Feldmarschall
- 1751: Lukas Fattet, Schweizer Unternehmer und Pietist
- 1751: Johann Christian Feige, deutscher Bildhauer und Bildschnitzer
- 1754: Carl Gustaf Bielke, schwedischer Militär und Politiker
- 1755: Scipione Maffei, italienischer Dichter und Gelehrter
- 1757: Mauro D’Alay, italienischer Violinist und Komponist
- 1774: Charles Gough, englischer Seefahrer
- 1782: Phaungkaza Maung Maung, König des birmanischen Königreichs Ava
- 1783: Johann Andreas Silbermann, elsässischer Orgelbauer

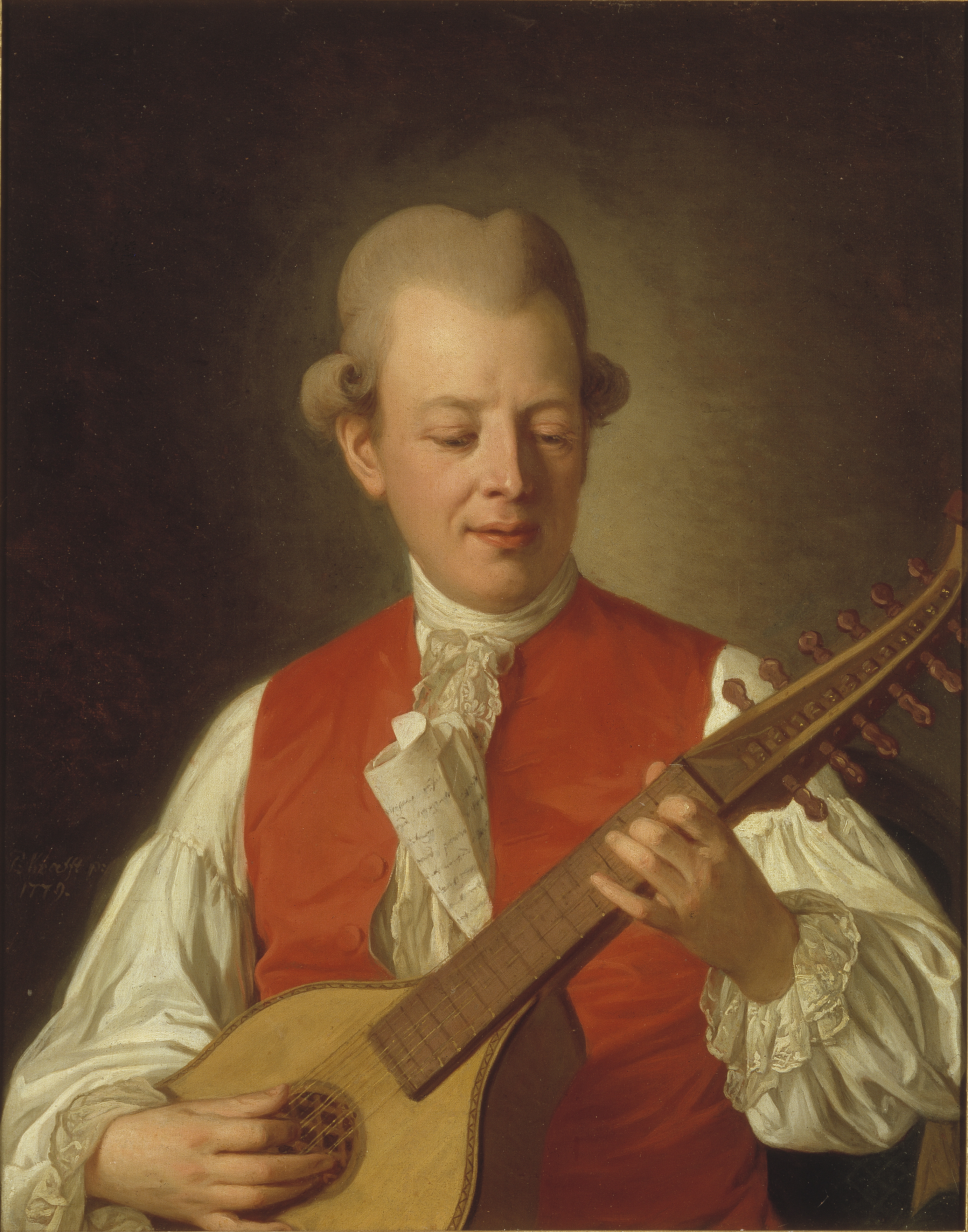
Carl Michael Bellman († 1795)

- 1795: Carl Michael Bellman, schwedischer Dichter und Komponist
- 1795: Jean René Moreaux, französischer General

### 19. Jahrhundert
- 1803: Anton von Störck, österreichischer Mediziner
- 1806: Vincente Martín y Soler, spanischer Komponist
- 1816: Christiane Henriette von Pfalz-Zweibrücken, Fürstin von Waldeck und Pyrmont
- 1820: Karl von Fischer, deutscher Architekt
- 1820: Heinrich Johann Otto König, deutscher Rechtswissenschaftler und Hochschullehrer
- 1822: Jean Noël Hallé, französischer Arzt, Hygieniker und Epidemiologe
- 1825: Friedrich IV. von Sachsen-Gotha-Altenburg, Herzog
- 1825: Franz Peter Nick, deutscher katholischer Geistlicher und Hochschullehrer

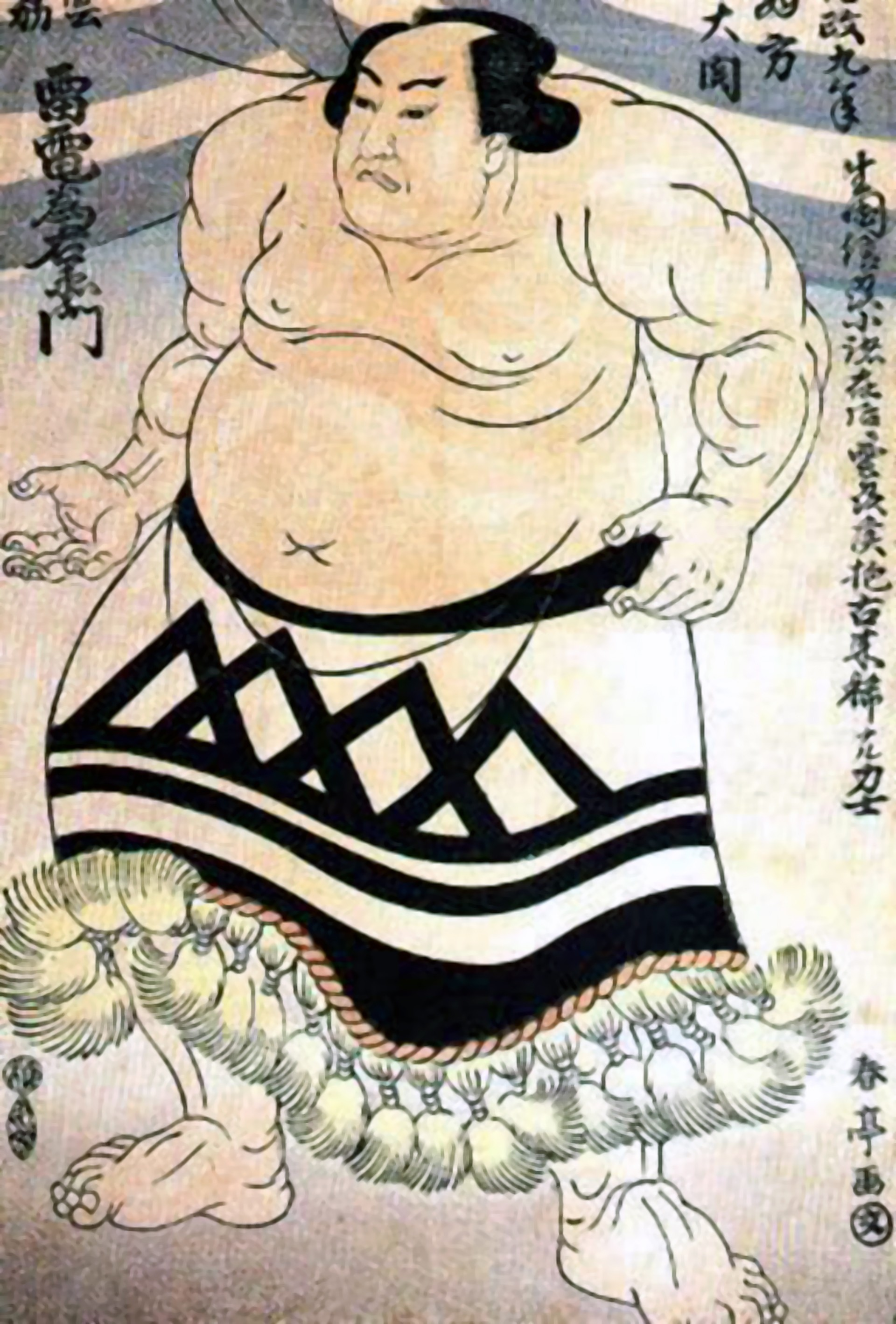
Raiden Tameemon († 1825)

- 1825: Raiden Tameemon, japanischer Sumo-Ringer der Edo-Zeit
- 1826: Karl Göldlin von Tiefenau, österreichischer Oberst und Ritter des Maria-Theresia-Ordens
- 1827: José Lidón, spanischer Komponist
- 1829: Alexander Sergejewitsch Gribojedow, russischer Diplomat und Dichter
- 1830: Johann Baptist von Lampi, italienischer Porträtmaler
- 1831: Niklaus Franz von Bachmann, Schweizer Militärführer
- 1832: Julius Wilhelm von Oppel, deutscher Staatsmann
- 1837: Albrecht Anton Adolph Hofmann, deutscher Jurist und Beamter
- 1841: Ferdinand Johann von Olivier, deutscher Maler
- 1844: Tamenaga Shunsui, japanischer Schriftsteller
- 1847: Johann Philipp von Ladenberg, preußischer Finanzbeamter, Berliner Ehrenbürger
- 1848: Thomas Cole, US-amerikanischer Maler
- 1854: Anton zu Stolberg-Wernigerode, preußischer Staatsminister
- 1855: Andrei Iwanowitsch Gortschakow, russischer General
- 1857: Alexander Iwanowitsch Ostermann-Tolstoi, russischer Offizier
- 1862: Elizabeth Eleanor Siddal, britische Malerin und Dichterin
- 1862: Bernardus Franciscus Suerman, niederländischer Mediziner
- 1864: Hermann Marggraff, deutscher Schriftsteller, Journalist und Literaturkritiker

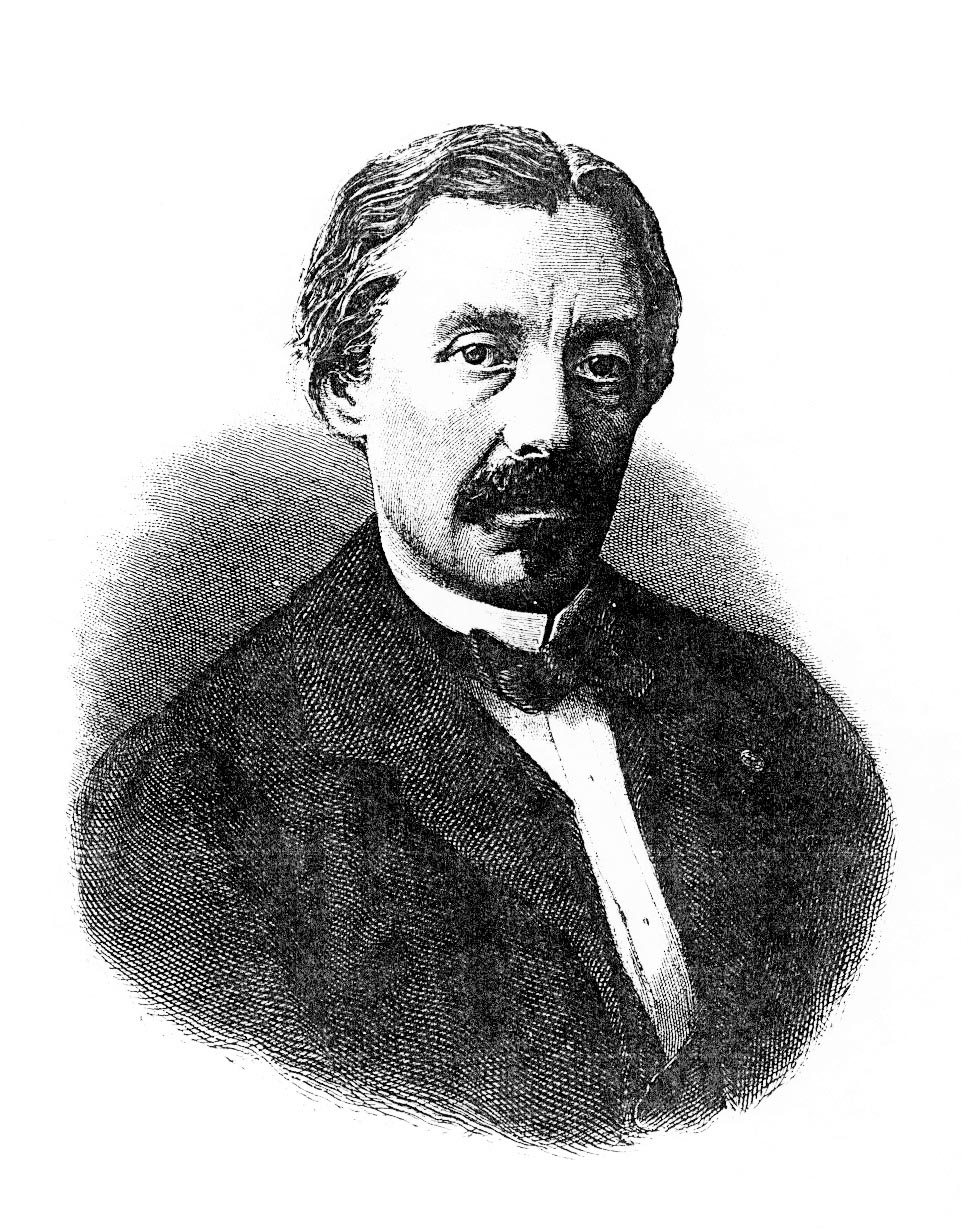
Léon Foucault († 1868)

- 1868: Léon Foucault, französischer Physiker, Optiker und Erfinder des Foucaultschen Pendels
- 1870: Michelangelo Grigoletti, italienischer Maler
- 1870: Leopold Eugen Měchura, tschechischer Komponist
- 1874: Nicholas Trist, US-amerikanischer Diplomat
- 1875: Amanz Jeker, Schweizer Jurist und Politiker
- 1875: Karl Friedrich von Savigny, preußischer Diplomat und katholischer Politiker
- 1879: Fabre Geffrard, haitianischer Politiker
- 1880: Sherlock James Andrews, US-amerikanischer Politiker, Mitglied im US-Repräsentantenhaus für den Bundesstaat Ohio
- 1882: Maria Lenzen, deutsche Schriftstellerin
- 1883: Franz von Hauslab, österreichischer General und Kartograph
- 1884: Christian Gotthold Engelmann, deutscher Apotheker und Chemiefabrikant
- 1885: Edward McCabe, irischer Kardinal und Erzbischof von Dublin
- 1890: Heinrich Kochhann, Politiker in Berlin
- 1892: James Augustus Grant, britischer Offizier und Afrikareisender
- 1894: Emilio Arrieta, spanischer Komponist
- 1894: Karel Leopold Klaudy, tschechischer Rechtsanwalt und Politiker
- 1895: Montgomery Dent Corse, US-amerikanischer General der Konföderierten im Sezessionskrieg
- 1897ː Jelisaweta Wassiljewna Kotschubei, russische Fürstin, Komponistin
- 1900: Charles Émile Blanchard, französischer Zoologe und Entomologe

### 20. Jahrhundert

#### 1901–1950
- 1901: Ramón de Campoamor y Campoosorio, spanischer Dichter und Politiker
- 1901: Milan I. Obrenović, serbischer König
- 1901: Henry Willis, englischer Orgelbauer
- 1902: Emil Hartmeyer, deutscher Jurist und Verleger
- 1905: Otto Erich Hartleben, deutscher Dramatiker, Lyriker und Erzähler
- 1908: Joseph Abbott, US-amerikanischer Politiker
- 1908: Elard Hugo Meyer, deutscher Indogermanist
- 1911: Emil Jacobsen, deutscher Chemiker und Schriftsteller
- 1911: Albert Salomon Anselm von Rothschild, österreichischer Bankier
- 1913: Franz Schuhmeier, österreichischer Politiker
- 1915: Ignaz von Attems, österreichischer Politiker
- 1917: Bernhard Listemann, deutsch-US-amerikanischer Geiger und Musikpädagoge
- 1918: Taytu Betul, äthiopische Kaiserin
- 1920: Gaby Deslys, französische Revue-Tänzerin, Schauspielerin, Sängerin
- 1920: Aristide Rinaldini, italienischer Geistlicher, vatikanischer Diplomat, Kurienkardinal
- 1923: Wilhelm Killing, deutscher Mathematiker
- 1924: Jacques Loeb, deutsch-US-amerikanischer Biologe
- 1926: Wilhelm Kuhnert, deutscher Maler und Illustrator
- 1927: Wilhelm Bader sen., deutscher Orgelbauer

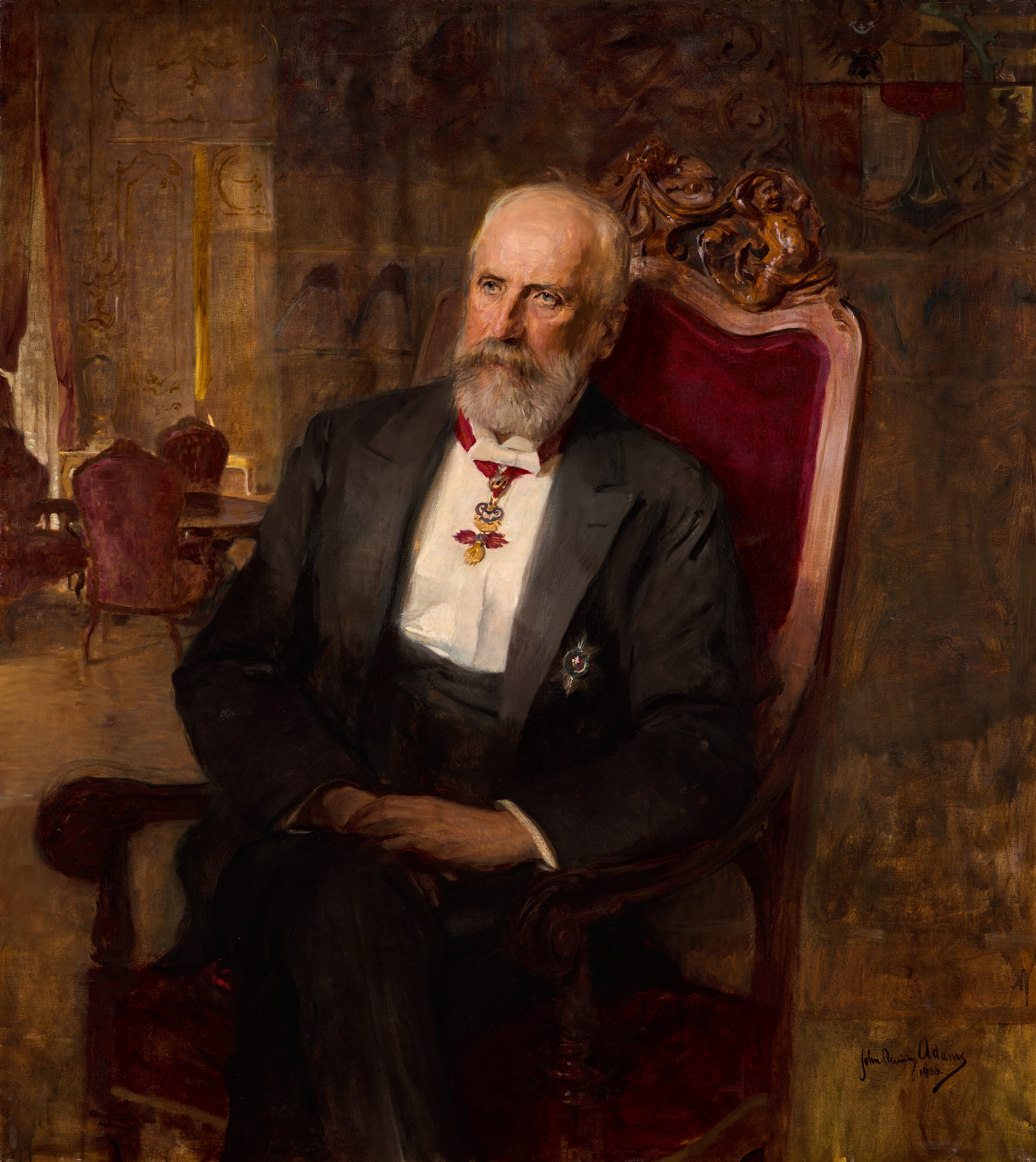
Johann II. († 1929)

- 1929: Johann II., Fürst von Liechtenstein
- 1929: Albert Steinrück, deutscher Schauspieler
- 1930: Franz Winter, deutscher Archäologe
- 1931: Charles Parsons, britischer Maschinenbauer
- 1933: Jean Paul Ertel, deutscher Komponist
- 1934: Fritz Klatte, deutscher Chemiker
- 1937: Walter Burley Griffin, US-amerikanischer Architekt und Landschaftsgestalter
- 1938: Kazimierz Twardowski, polnischer Philosoph und Logiker
- 1939: Gustav Lange, norwegischer Komponist, Geiger und Musikpädagoge
- 1939: Franz Schmidt, österreichischer Musikpädagoge und Komponist
- 1940: John Buchan, britischer Schriftsteller und Politiker
- 1940: Gunnar Höckert, finnischer Leichtathlet, Olympiasieger

Rudolf Hilferding († 1941)

- 1941: Rudolf Hilferding, deutsch-österreichischer Politiker und Wirtschaftswissenschaftler, MdR, Reichsfinanzminister
- 1941: Walther Veeck, deutscher Archäologe, Spezialist für die Merowingerzeit
- 1944: Carl Meinhof, deutscher Pastor und Afrikanist

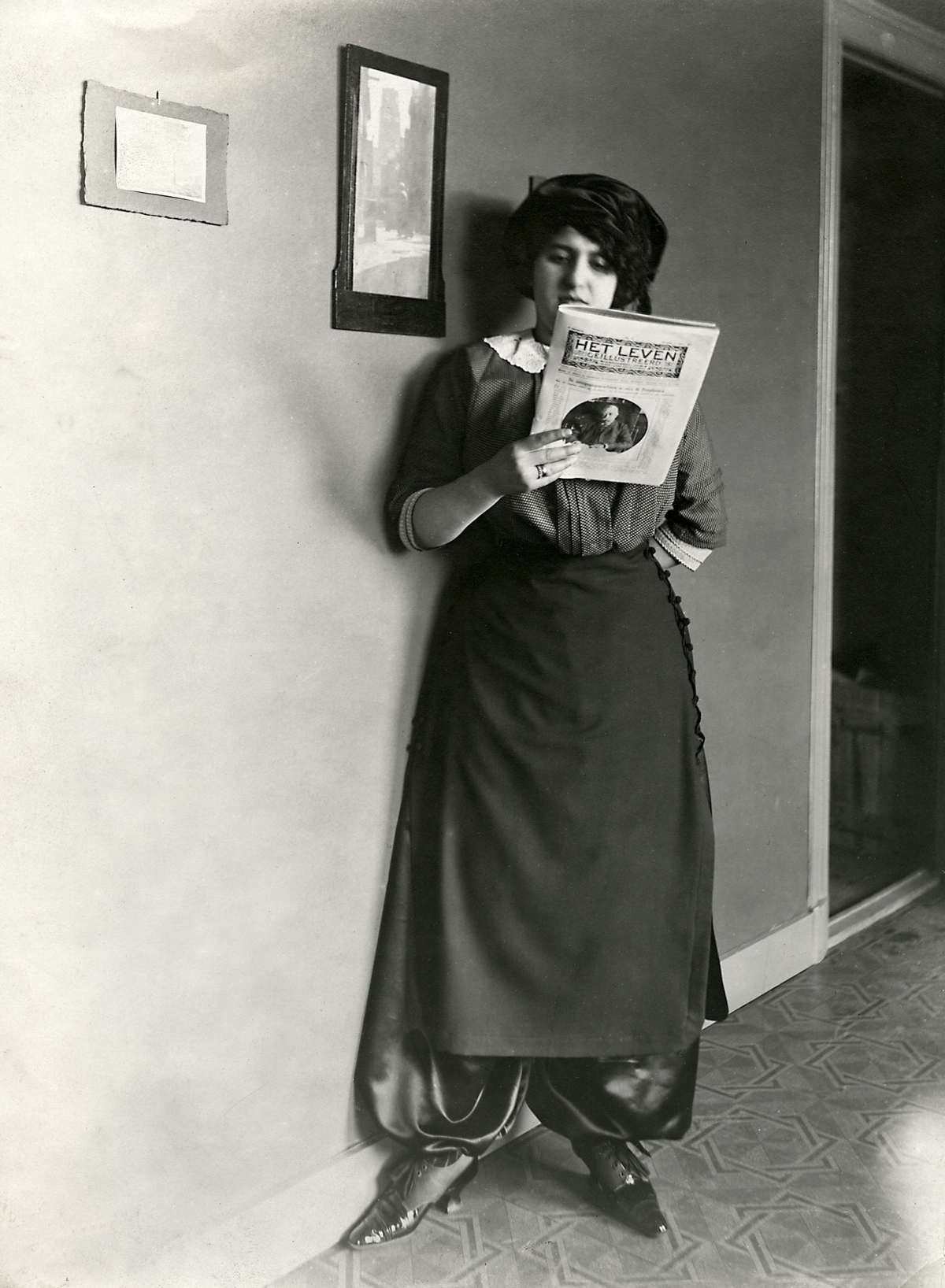
Sophie de Vries († 1944)

- 1944: Sophie de Vries-de Boer, niederländische Schauspielerin, Opfer des Holocaust
- 1945: Al Dubin, US-amerikanischer Liedtexter
- 1945: Berta Schäfer, deutsche Widerstandskämpferin in der NS-Zeit, Opfer der Shoa
- 1947: Gregori Aminoff, schwedischer Künstler
- 1947: Wilhelm Kohlbach, deutscher General
- 1948: Sergei Eisenstein, sowjetischer Regisseur
- 1949: Johannes Freumbichler, österreichischer Heimatschriftsteller
- 1949: Dai Jitao, chinesischer Politiker und Publizist
- 1949: Axel Munthe, schwedischer Arzt und Schriftsteller
- 1949: Theodor Steinbüchel, katholischer Moraltheologe und Sozialethiker
- 1950: Friedrich Lindemann, deutscher Schriftsteller und Journalist

#### 1951–2000
- 1951: Louis Brody, deutscher Schauspieler
- 1952: Alfred Liebig, deutscher Architekt
- 1954: Arthur Duray, französisch-US-amerikanischer Automobilrennfahrer
- 1956ː Helene Granitsch, österreichische Schriftstellerin und Frauenrechtlerin
- 1958: Heinrich Hermelink, deutscher Kirchenhistoriker
- 1958: Ernest Jones, britischer Psychoanalytiker und Freud-Biograph
- 1959: Marshall Teague, US-amerikanischer Autorennfahrer

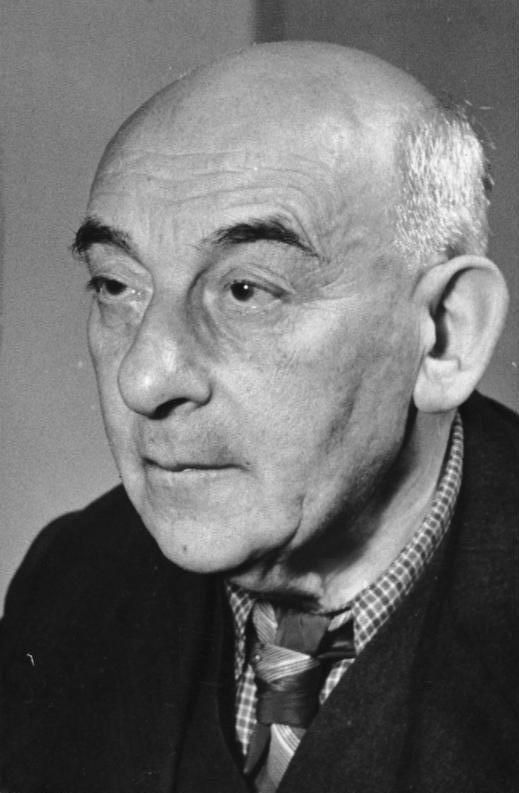
Victor Klemperer († 1960)

- 1960: Victor Klemperer, deutscher Schriftsteller und Literaturwissenschaftler
- 1960: Karl von Buchka, deutscher Politiker, MdB
- 1962: Indalecio Prieto, spanischer Politiker
- 1963: Sylvia Plath, US-amerikanische Schriftstellerin
- 1966: Hermann Heukamp, deutscher Politiker
- 1966: Friedrich Krause-Osten, deutscher Maler
- 1967ː Clara Büttiker, Schweizer Journalistin, Frauenrechtlerin und Schriftstellerin
- 1970: Emil Ábrányi, ungarischer Komponist und Dirigent
- 1971: Harry Arnold, schwedischer Tenorsaxophonist, Klarinettist und Bandleader
- 1971: Carlo Sarrabezolles, französischer Bildhauer
- 1971: Viktoria Steinbiß, deutsche Politikerin, MdB
- 1974: Wladimir Iwanowitsch Smirnow, russisch-sowjetischer Mathematiker
- 1975: Richard Ratsimandrava, madagassischer Präsident
- 1976: Frank Arnau, deutscher Schriftsteller
- 1976: Lee J. Cobb, US-amerikanischer Schauspieler
- 1976: Alexander Lippisch, deutscher Flugzeugkonstrukteur
- 1977: Fakhruddin Ali Ahmed, indischer Staatspräsident
- 1977: Fouad Ammoun, libanesischer Jurist und Diplomat
- 1977: Louis Beel, niederländischer Politiker und Ministerpräsident
- 1977: Luigi Bertolini, italienischer Fußballspieler, Weltmeister
- 1978: Tex Irvin, US-amerikanischer American-Football-Spieler
- 1978: Harry Martinson, schwedischer Schriftsteller, Nobelpreisträger
- 1978: Charlotte von Rumohr, deutsche Malerin und Äbtissin
- 1981: Walter Damm, deutscher Politiker, MdL
- 1981: Léon Coulibeuf, französischer Autorennfahrer und Unternehmer
- 1981: Kermit Murdock, US-amerikanischer Schauspieler
- 1981: Franz Sondheimer, deutscher Chemiker

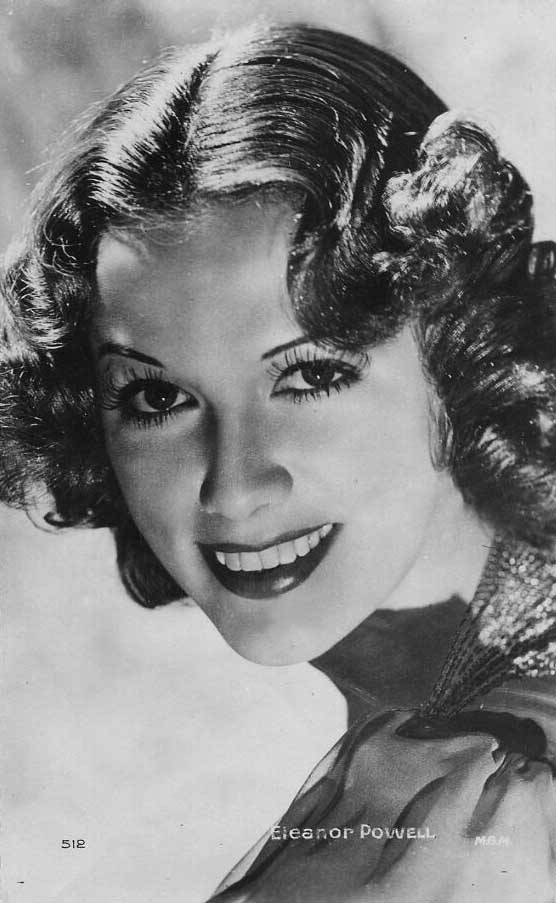
Eleanor Powell († 1982)

- 1982: Eleanor Powell, US-amerikanische Tänzerin, Sängerin und Schauspielerin
- 1982: Takashi Shimura, japanischer Schauspieler
- 1985: Ben Abruzzo, US-amerikanischer Ballonfahrer
- 1985: Henry Hathaway, US-amerikanischer Filmregisseur
- 1985: Jochen Müller, deutscher Fußballspieler
- 1986: Frank Herbert, US-amerikanischer Science-Fiction- und Fantasy-Autor
- 1987: Mark Ashton, britischer Aktivist
- 1988: René Hall, US-amerikanischer Jazz- und R&B-Gitarrist
- 1988: Kamma Svensson, dänische Malerin, Grafikerin und Illustratorin
- 1989: Leon Festinger, US-amerikanischer Sozialpsychologe
- 1990: Pol Anoul, belgischer Fußballspieler
- 1990: Helmut Bornefeld, deutscher Kirchenmusiker und Komponist, Orgelsachverständiger, Grafiker und Autor
- 1991: Galina Djuragin, russische Schriftstellerin
- 1992: Herbert Krause, deutscher Brigadegeneral und Nachrichtendienstmitarbeiter
- 1993: Robert W. Holley, US-amerikanischer Biochemiker, Nobelpreisträger
- 1994: Mercedes Comaposada, spanische Pädagogin, Journalistin, Feministin und Anarchistin
- 1994: William Conrad, US-amerikanischer Schauspieler
- 1994: Joseph Cordeiro, indischer Geistlicher, Erzbischof von Karachi, Kardinal
- 1994: Paul Feyerabend, österreichischer Philosoph und Wissenschaftstheoretiker
- 1996: Olle Åhlund, schwedischer Fußballspieler und -trainer
- 1996: Pierre Verger, französisch-brasilianischer Fotograf
- 1999: Jaki Byard, US-amerikanischer Jazzmusiker
- 2000: Jacqueline Auriol, französische Pilotin
- 2000: Slim Dortch, US-amerikanischer Country- und Rockabilly-Musiker
- 2000: Dieter Pavlik, deutscher Politiker, MdL
- 2000: Jindřich Praveček, tschechischer Komponist, Militärkapellmeister und Blasorchesterdirigent
- 2000: Roger Vadim, französischer Filmregisseur

### 21. Jahrhundert
- 2001: Maurice Zermatten, Schweizer Schriftsteller
- 2002: Barry Foster, britischer Schauspieler
- 2002: Traudl Junge, deutsche Privatsekretärin Adolf Hitlers

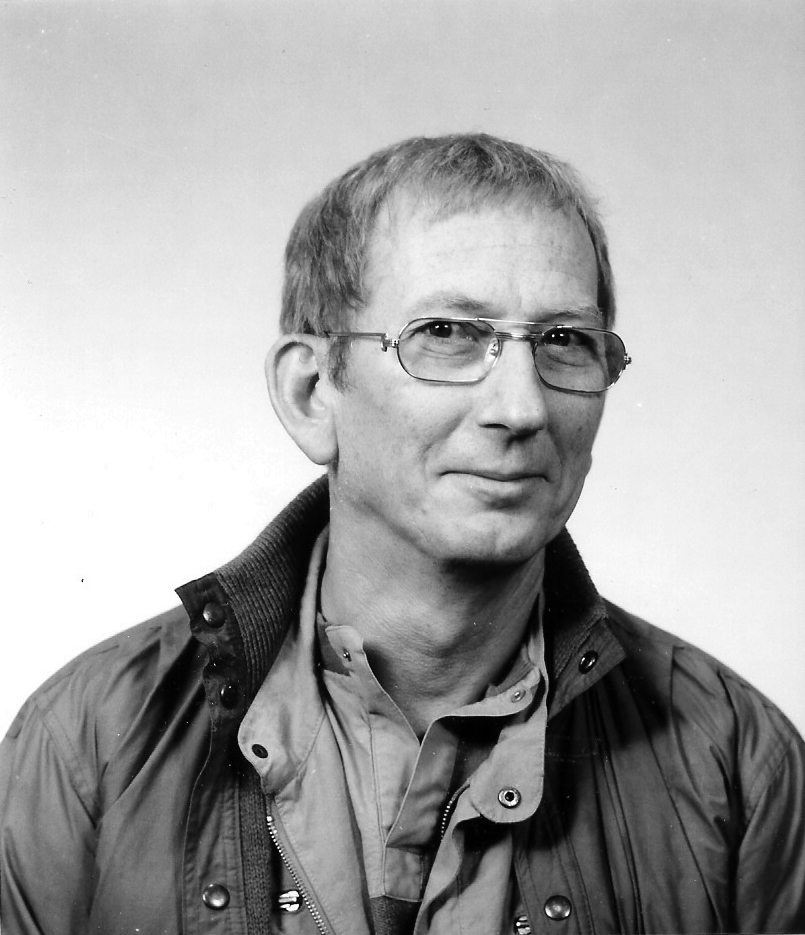
Arndt Bause († 2003)

- 2003: Arndt Bause, deutscher Komponist
- 2004: Alberto Blancafort, spanischer Dirigent und Komponist
- 2005: Samuel W. Alderson, US-amerikanischer Erfinder
- 2005: Míla Myslíková, tschechische Schauspielerin
- 2006: Peter Benchley, US-amerikanischer Autor
- 2007: Marianne Fredriksson, schwedische Schriftstellerin und Journalistin
- 2008: Emilio Carballido, mexikanischer Dramatiker und Drehbuchautor
- 2008: Tom Lantos, ungarisch-US-amerikanischer Politiker
- 2008: Alfredo Alves Reinado, osttimoresischer Militär und Rebellenführer
- 2009: Albert Barillé, französischer Regisseur und Trickfilmzeichner
- 2010: Irina Konstantinowna Archipowa, sowjetisch-russische Opernsängerin
- 2010: Mona Hofland, norwegische Schauspielerin
- 2010: Alexander McQueen, britischer Modedesigner
- 2011: Josef Pirrung, deutscher Fußballspieler

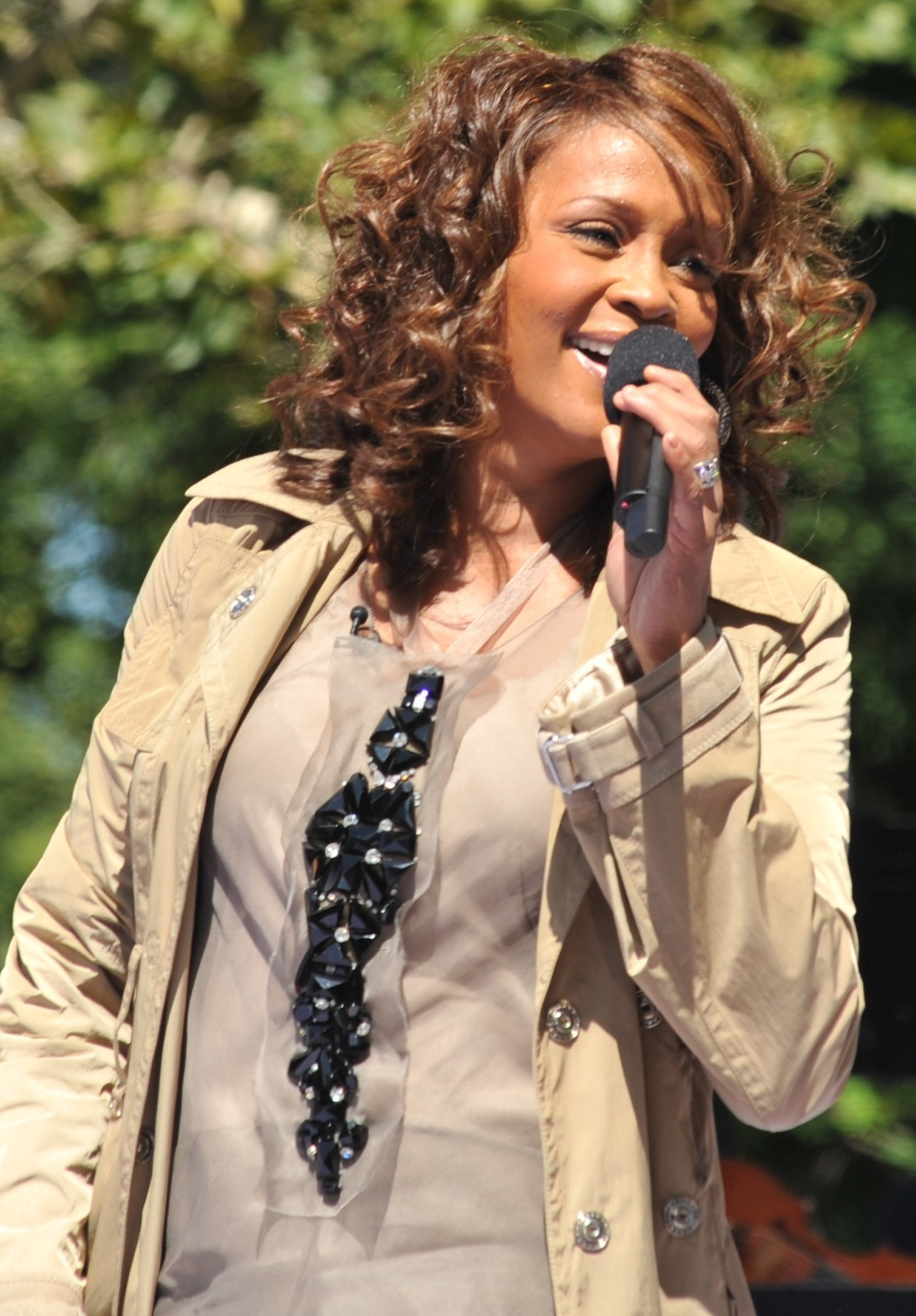
Whitney Houston († 2012)

- 2012: Whitney Houston, US-amerikanische Sängerin
- 2012: Claus Thierschmann, deutscher Offizier, Generalleutnant der Bundesluftwaffe
- 2014: Alice Babs, schwedische Schlager- und Jazzsängerin
- 2015: Anne Cuneo, Schweizer Schriftstellerin
- 2015: Roger Hanin, französischer Schauspieler und Filmregisseur
- 2015: Bob Simon, US-amerikanischer Journalist
- 2016: Hans Meinhardt, deutscher Naturwissenschaftler
- 2016: Juan Mujica, uruguayischer Fußballspieler und -trainer
- 2017ː Barbara Carroll, amerikanische Jazzmusikerin
- 2017: Kurt Marti, Schweizer Schriftsteller
- 2017: Jirō Taniguchi, japanischer Mangaka
- 2018: Raúl Hestnes Ferreira, portugiesischer Architekt
- 2018: Marie-Elisabeth Klee, deutsche Politikerin
- 2018: Martin Rupprecht, deutscher Bühnen- und Kostümbildner
- 2019: Sibghatullah Modschaddedi, afghanischer Politiker
- 2020: Joseph Vilsmaier, deutscher Filmregisseur
- 2021: Noboru Ishiguro, japanischer Geher
- 2023: Lee James, US-amerikanischer Gewichtheber
- 2023: Alexander von Waldow, deutscher Architekt
- 2024: Ladislav Burlas, slowakischer Komponist und Musikwissenschaftler
- 2024: Füruzan, türkische Schriftstellerin
- 2025ː Yvonne Choquet-Bruhat, französische Physikerin und Mathematikerin
- 2025ː Sigrid Metz-Göckel, deutsche Sozialwissenschaftlerin

## Feier- und Gedenktage
Aktionstag:
- UNESCO, UN Women: Internationaler Tag der Frauen und Mädchen in der Wissenschaft

Kirchliche Gedenktage
- Hugo von St. Viktor, Lehrer (evangelisch)
- Benjamin Schmolck, deutscher Pfarrer und Liederdichter (evangelisch)
- Hl. Blasius von Sebaste, römischer Märtyrer, Bischof und Schutzpatron (orthodox)
- Hl. Märtyrer der heiligen Bücher, numidische Blutzeugen (römisch-katholisch, der evangelische Gedenktag ist am 7. Januar)
- Welttag der Kranken

Staatliche Feier- und Gedenktage
- Japan: Reichsgründungstag (seit 1967)

Weitere Informationen zum Tag
- EU: Europäischer Tag des Notrufs 112

Weitere Einträge enthält die Liste von Gedenk- und Aktionstagen.